# Otto Wagner

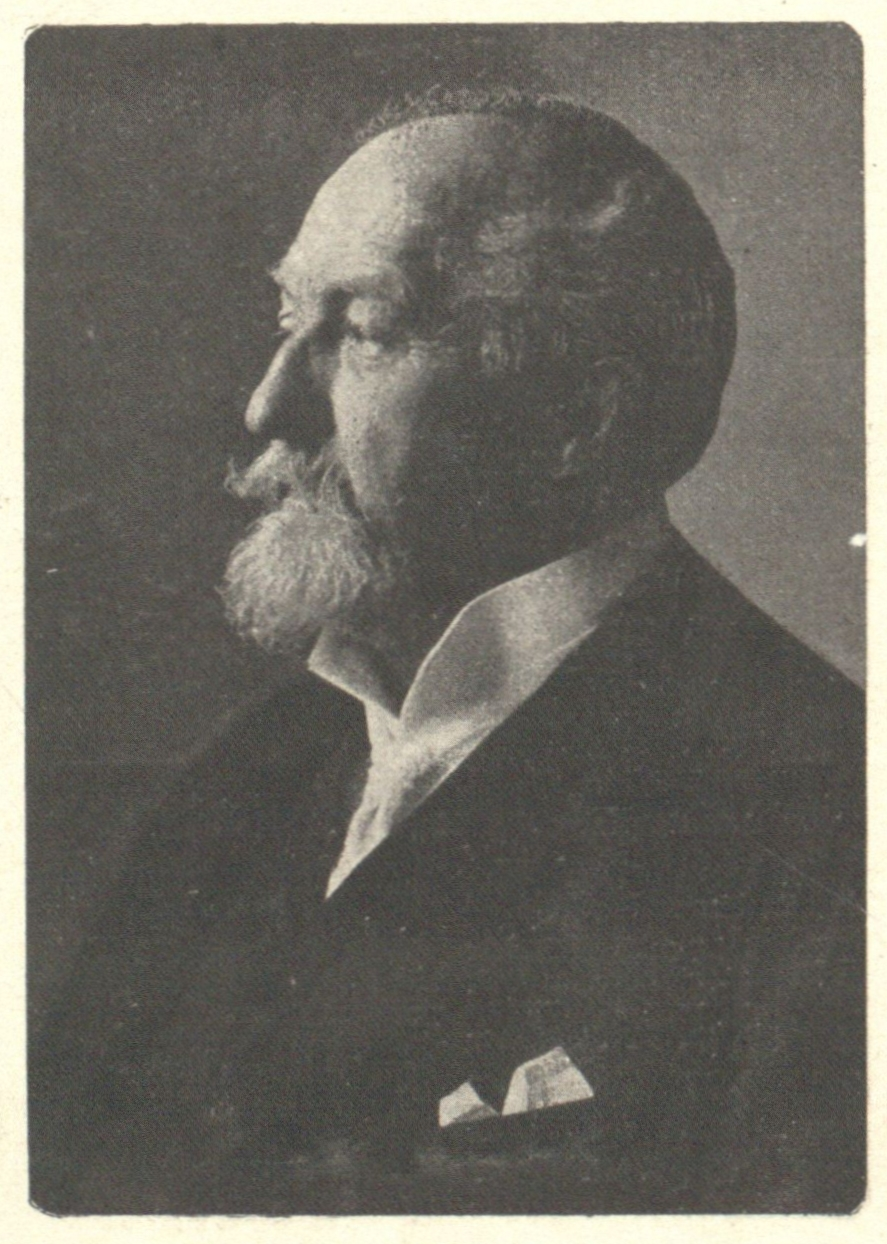
Otto Wagner um 1910

Otto Koloman Wagner (* 13. Juli 1841 in Penzing bei Wien; † 11. April 1918 in Wien) war ein österreichischer Architekt, Architekturtheoretiker, Visionär und Stadtplaner in der Belle Epoque beziehungsweise am Fin de siècle. Seine Jugendstilbauten, seine universitäre Tätigkeit und seine Schriften über Stadtplanung verhalfen ihm ab den 1890er Jahren zu Weltgeltung.

## Leben

### 1841 bis 1860
Am 13. Juli 1841 wurde Otto Koloman Wagner in Penzing bei Wien geboren, einem 1890/1892 nach Wien eingemeindeten Vorort, der seit 1938 zum 14. Bezirk gleichen Namens zählt. Sein Vater Rudolf Simeon Wagner (1800–1846), königlich-ungarischer Hofnotar an der Ungarischen Hofkanzlei in Wien, und seine Mutter Susanne (1804–1880, geb. Huber, adoptierte von Helfenstorfer), lebten in großbürgerlichen Verhältnissen. Rudolf Simeon Wagner starb an einem Lungenleiden, als sein Sohn das Alter von fünf Jahren erreicht hatte – wahrscheinlich ein wesentlicher Grund für Otto Wagners starke Mutterbindung.
Trotz der finanziellen Krise, die sich aus dem Tod des Vaters ergab, erhielt Wagner eine gute Ausbildung. Er besuchte ab 1850 zwei Jahre das Wiener Akademische Gymnasium, anschließend das Stiftsgymnasium Kremsmünster der Benediktiner in Oberösterreich und von 1857 bis 1859 das Polytechnikum in Wien, wo er die Matura ablegte und danach Mathematik, Physik, Darstellende Geometrie, Technologie und Zeichnen studierte.

### 1860 bis 1890
1860/1861 studierte Wagner an der Königlichen Bauakademie in Berlin, 1861/1862 an der Akademie der bildenden Künste Wien unter anderem bei August Sicard von Sicardsburg und Eduard van der Nüll, die 1861 den Auftrag zum Bau des k.k. Hofoperntheaters erhielten; parallel absolvierte er eine Maurerlehre bei einem Wiener Stadtbaumeister. 1862 trat der damals 21-Jährige ins Atelier Ludwig von Försters (1797–1863) ein. Er gehörte damit zum Kreis um Heinrich von Förster, Emil von Förster sowie Theophil von Hansen und begann ab 1864 selbständig im Stil des Historismus zu bauen.
Der Beginn seiner Architektenlaufbahn fiel in eine Blütezeit der Wiener Baugeschichte: 1858 hatte der Abriss der Stadtmauern um die Altstadt begonnen, 1865 wurde die Wiener Ringstraße eröffnet, an der in den folgenden 20 Jahren zahlreiche Repräsentationsbauten der k.k. Reichshaupt- und Residenzstadt entstehen sollten.
Sein erster größerer Erfolg war 1863 der 1. Preis im Wettbewerb um die Gestaltung des von der Stadtverwaltung geplanten Kursalons im an der Ringstraße neu angelegten, 1862 eröffneten Wiener Stadtpark. Allerdings wurde ein anderes Projekt verwirklicht. Auch sein 1863 eingereichter Wettbewerbsbeitrag zum Bau der Wiener Börse war nicht erfolgreich. 1864/1865 baute er das Harmonietheater, 9., Wasagasse 33, das später als Danzers Orpheum bekannt und nach 1928 zu einem Wohnhaus umgebaut wurde (die originale Fassade ist erhalten) und zwölf Wohnhäuser in der Harmoniegasse. 1867 bearbeitete er das Projekt Villa Epstein in Baden bei Wien und nahm am Wettbewerb zum Bau des Berliner Doms teil. Ein Jahr darauf erarbeitete er einen Regulierungsplan für die Stadt Budapest. 1871/1872 war er mit der Gestaltung der Synagoge Rumbach utca in Budapest beauftragt. 1873 war er Mitbegründer des Konsortiums zur Realisierung der Weltausstellung und erstellte eine städtebauliche Studie für einen Boulevard nach Schönbrunn. Sein Justizpalast-Projekt wurde 1874 vom k.k. Ministerium der Justiz angekauft. 1875 erhielt er beim Wettbewerb für ein Landtagsgebäude in Lemberg, Galizien, den zweiten Preis. Auch beim Wettbewerb um das Rathaus in Hamburg, 1876, erreichte er den zweiten Platz. In den 1870er und 1880er Jahren konnte er vor allem Wohn- und Geschäftshäuser und Villen realisieren.
1879 entwarf Otto Wagner die Dekorationen für das vor dem Äußeren Burgtor an der Ringstraße aufgebaute Hofzelt beim Wiener Festzug zur Feier der Silberhochzeit des Kaiserpaars, der als Makart-Festzug in die Stadtgeschichte eingegangen ist. 1880 reichte er den Entwurf für das Wiener Amtsgebäude des Giro- und Cassenvereins ein und konzipierte sein Artibus-Projekt (artibus, lateinisch für den Künsten [gewidmet]), den Entwurf eines monumentalen Museumsbezirks in Wien. 1882/1883 nahm er an den Wettbewerben für den Berliner Reichstag und das Budapester Parlament teil, 1884 für die Börse in Amsterdam. Im gleichen Jahr erarbeitete er das Projekt für den Bau der Bodencreditanstalt Wien. 1886–1888 baute Wagner am westlichen Stadtrand Wiens, am Rand des Wienerwaldes, eine Villa für seine Familie, später als Villa Wagner I bezeichnet (heutige Adresse: 14., Hüttelbergstraße 26).

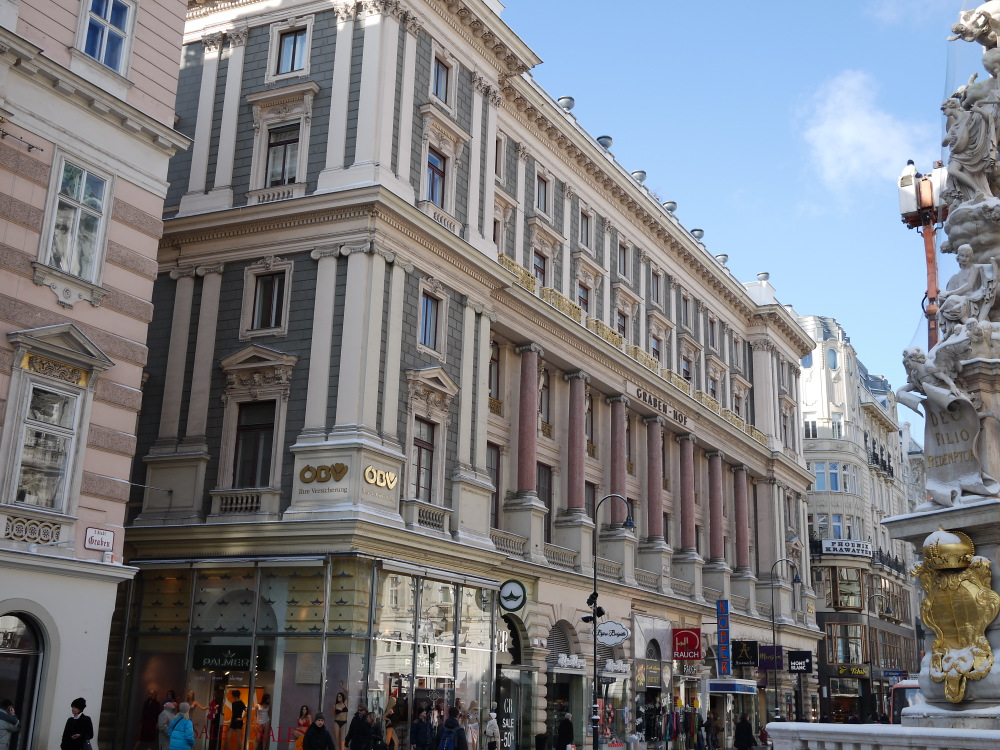
Grabenhof, 1874
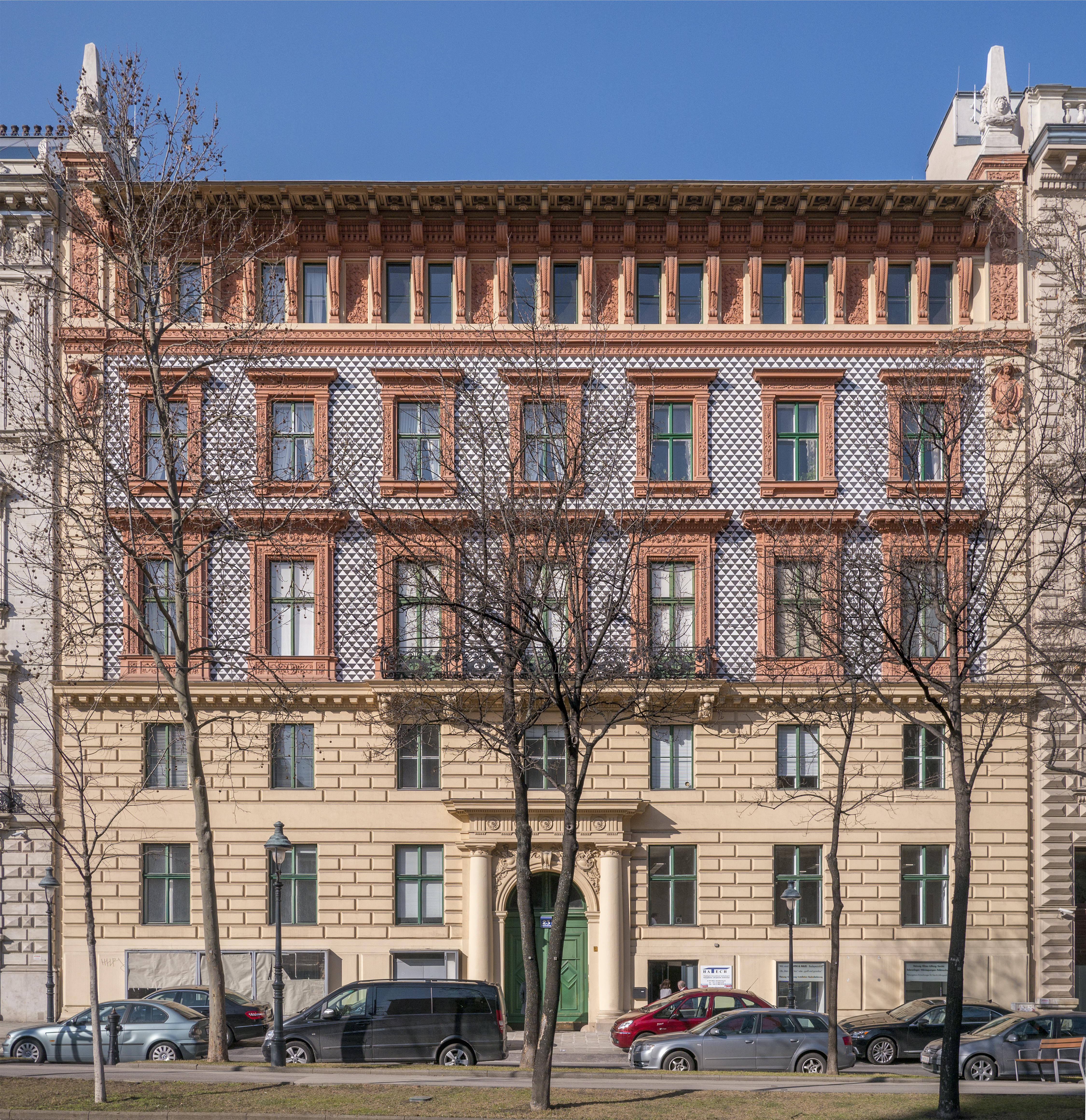
Ein frühes Gebäude von Wagner am Schottenring 23 zitiert die klassischen Formen des Historismus, in diesem Fall der Neo-Renaissance, 1877
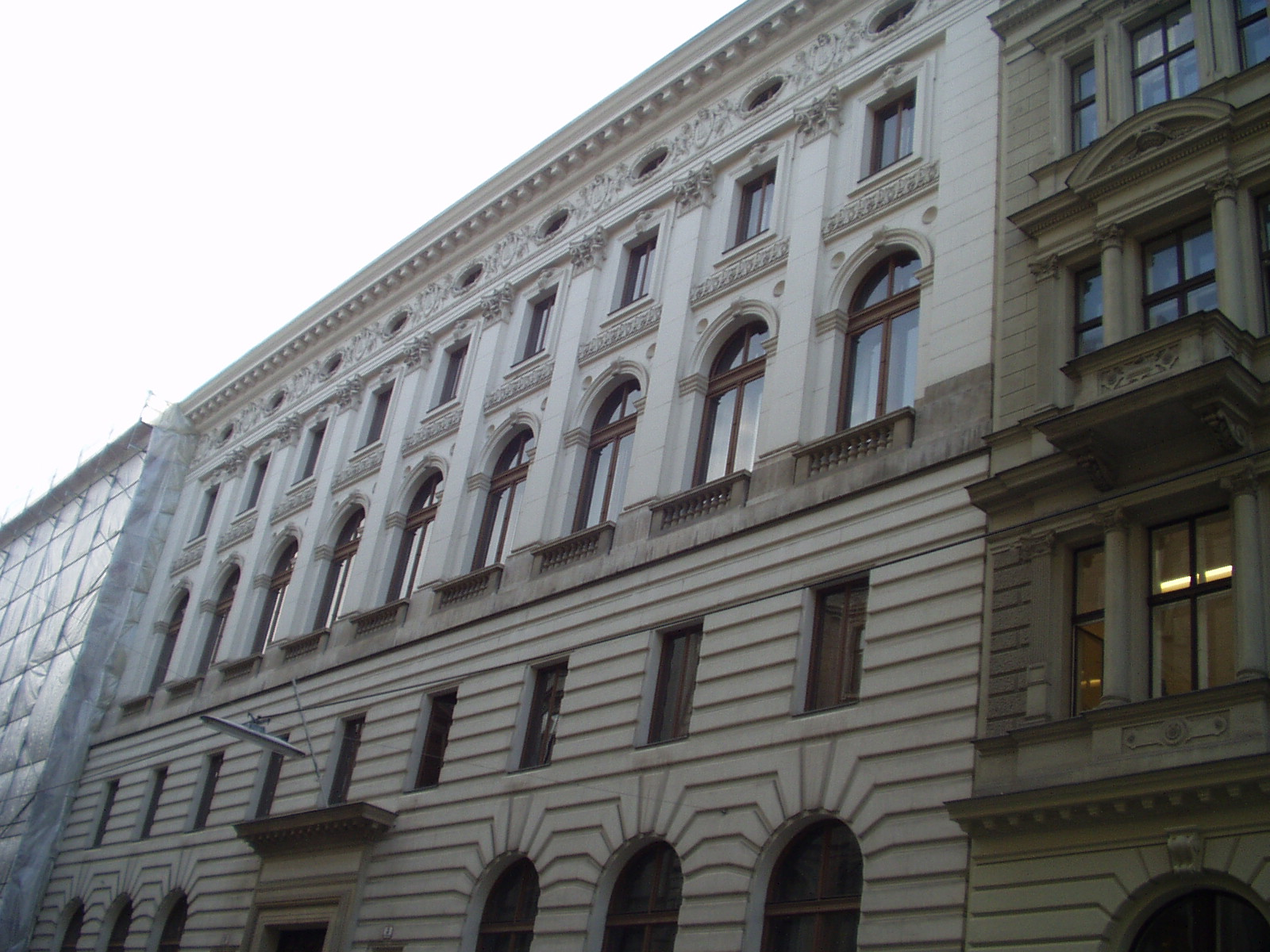
Länderbankzentrale in der Hohenstaufengasse 3, 1883
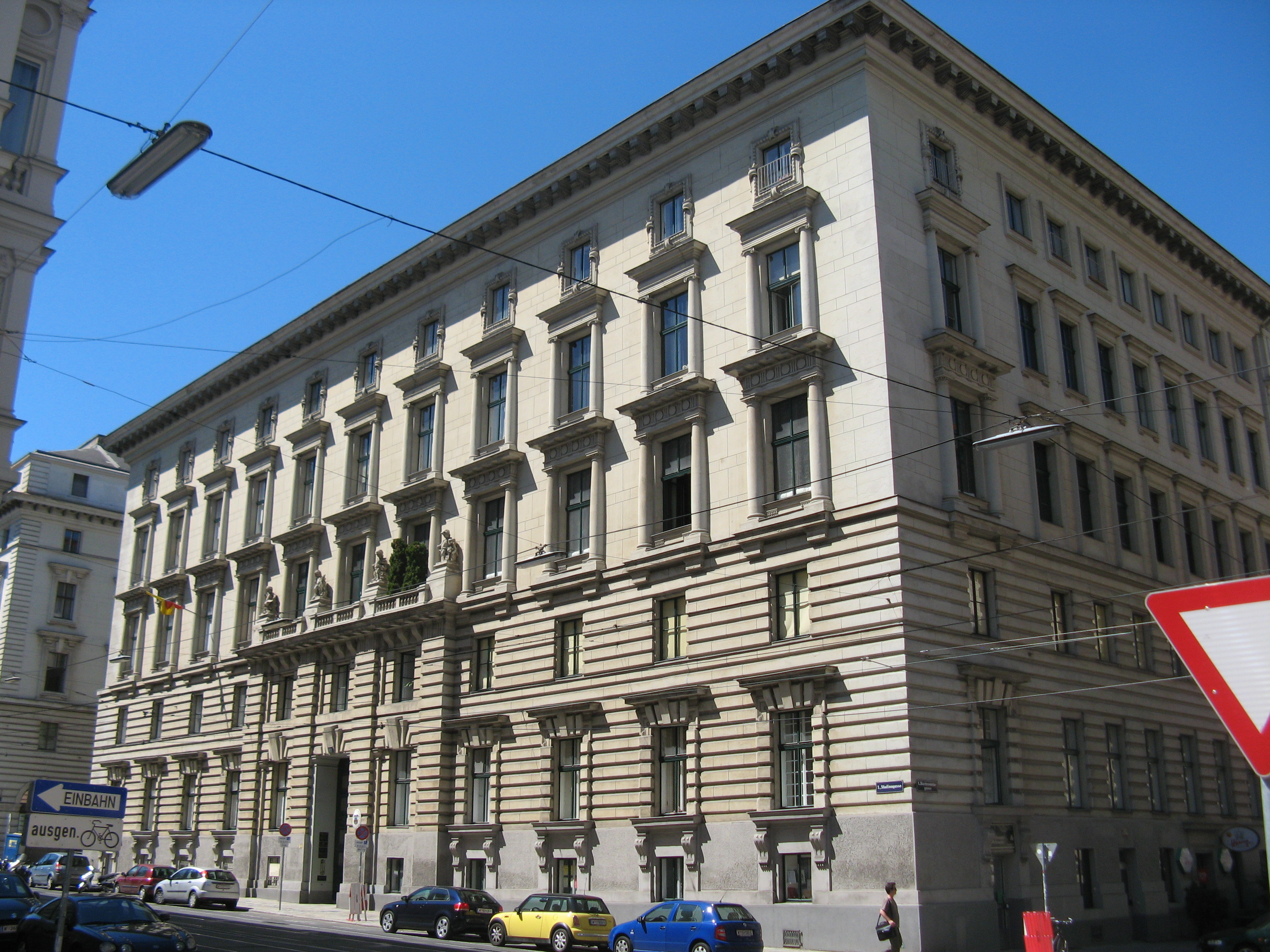
Stadiongasse 6–8, 1883
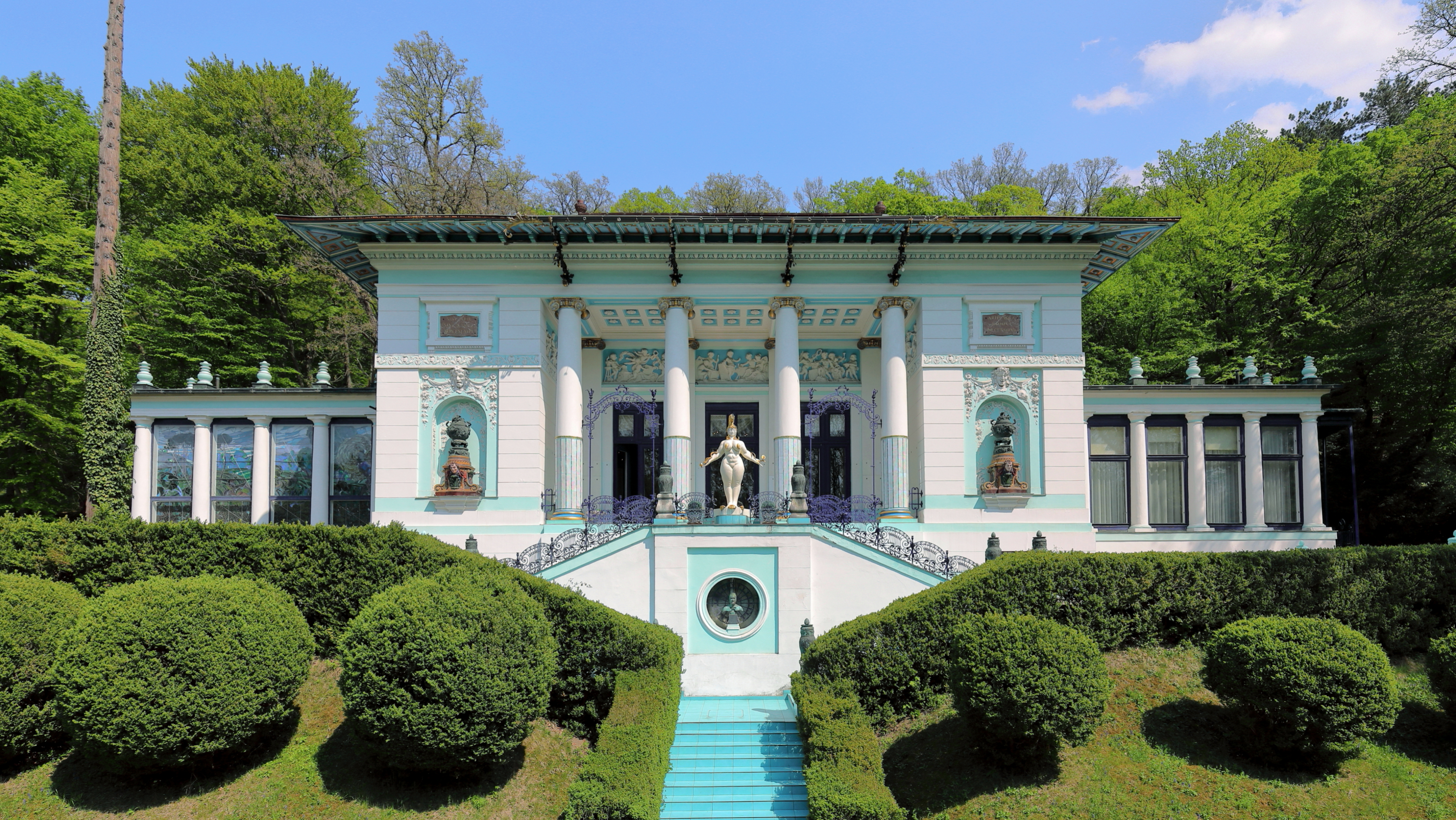
Villa Wagner I, noch im Stil des Historismus erbaut, 1888
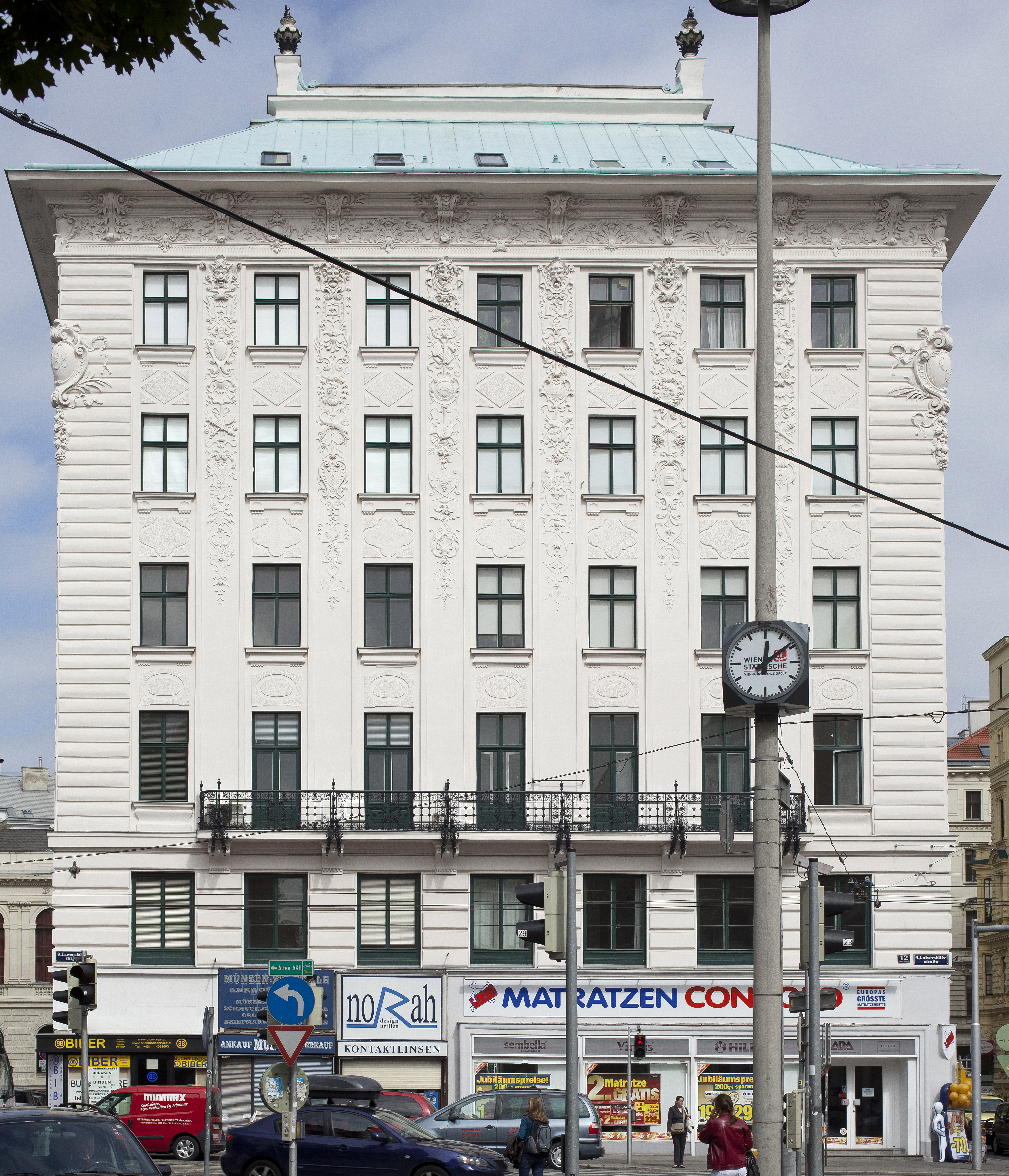
Hosenträgerhaus, 1888
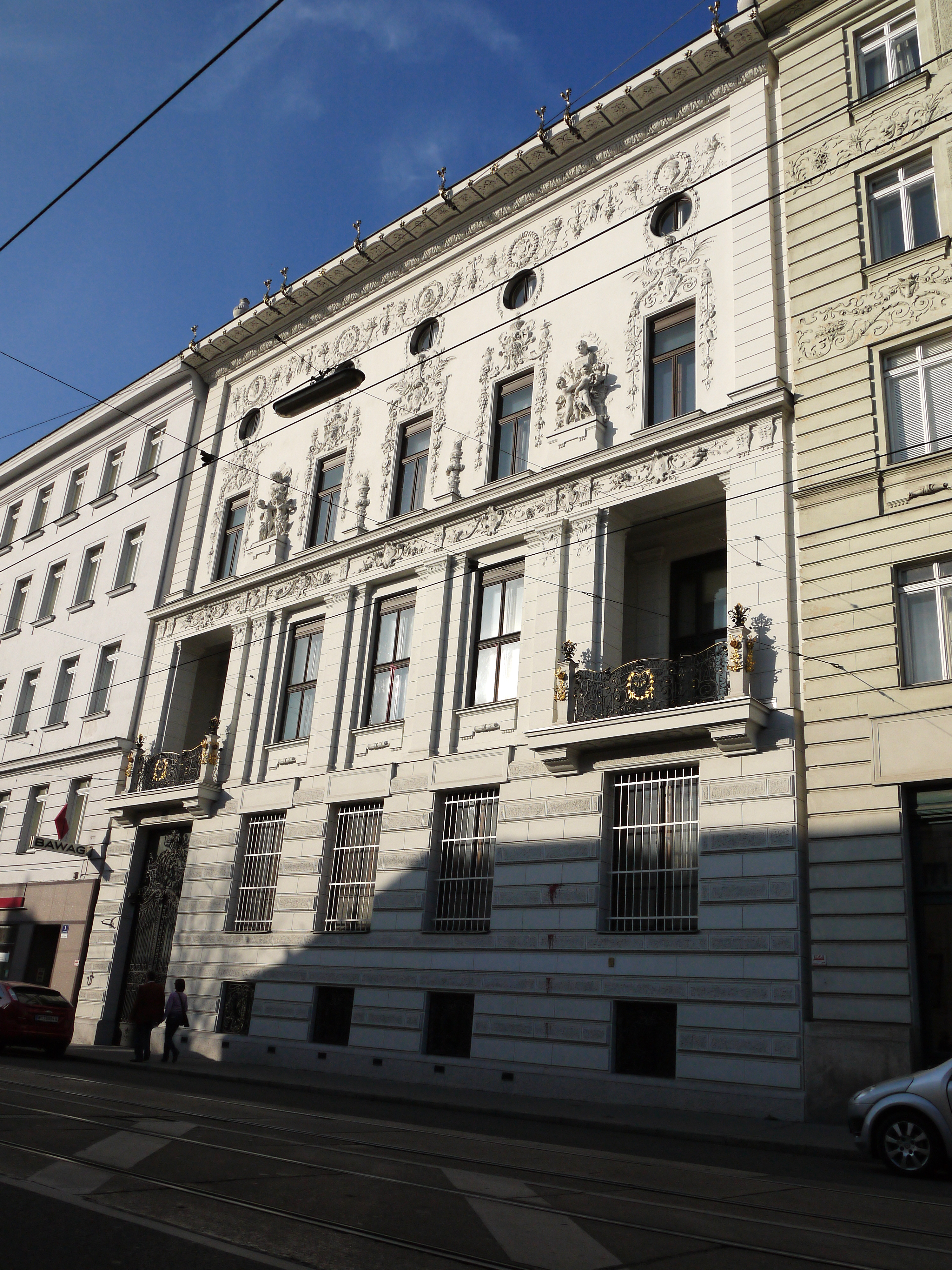
Palais Hoyos, 1891
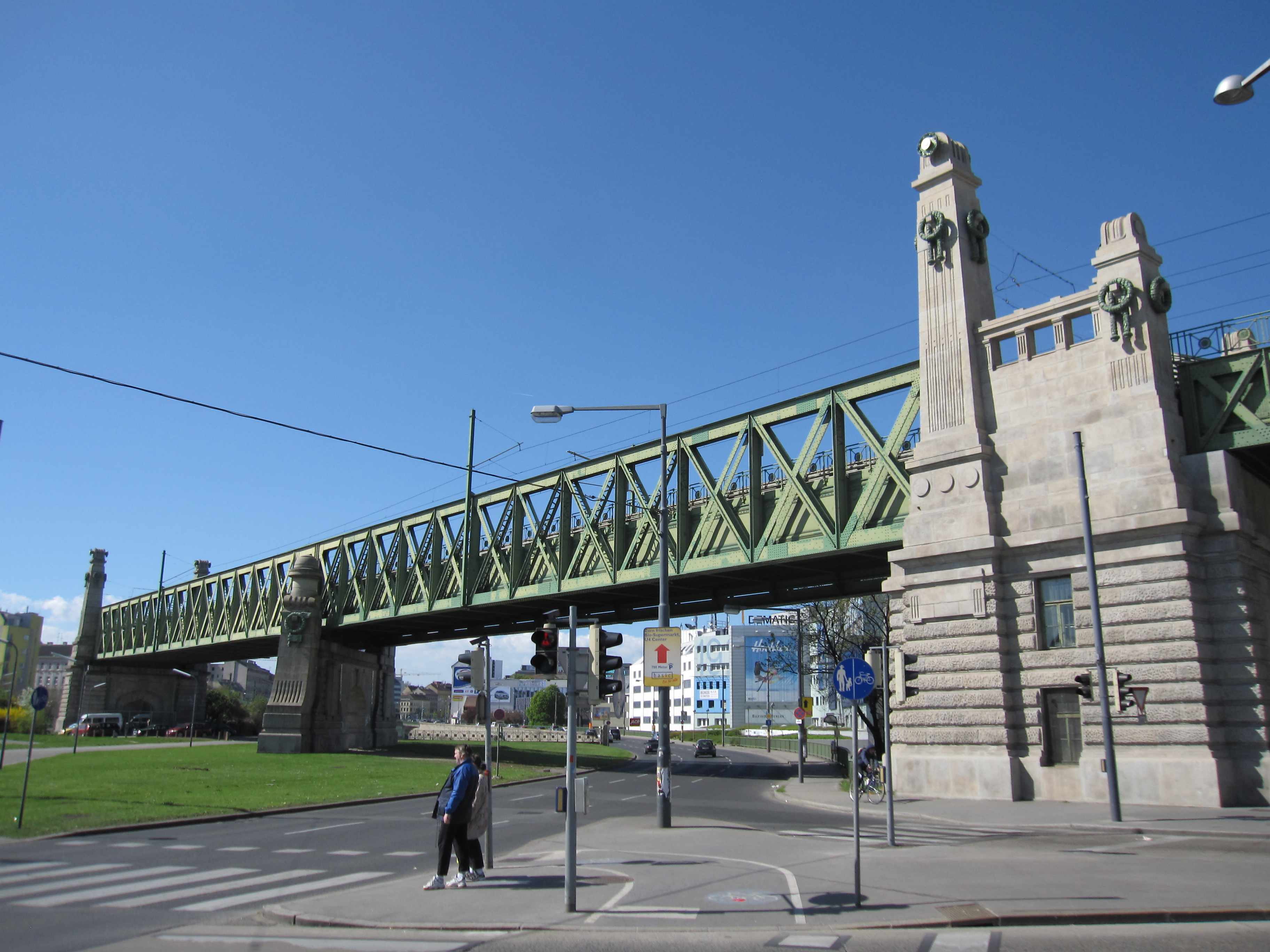
Wientalbrücke über die Wienzeile, Entwurf 1894, heute auch Otto-Wagner-Brücke genannt
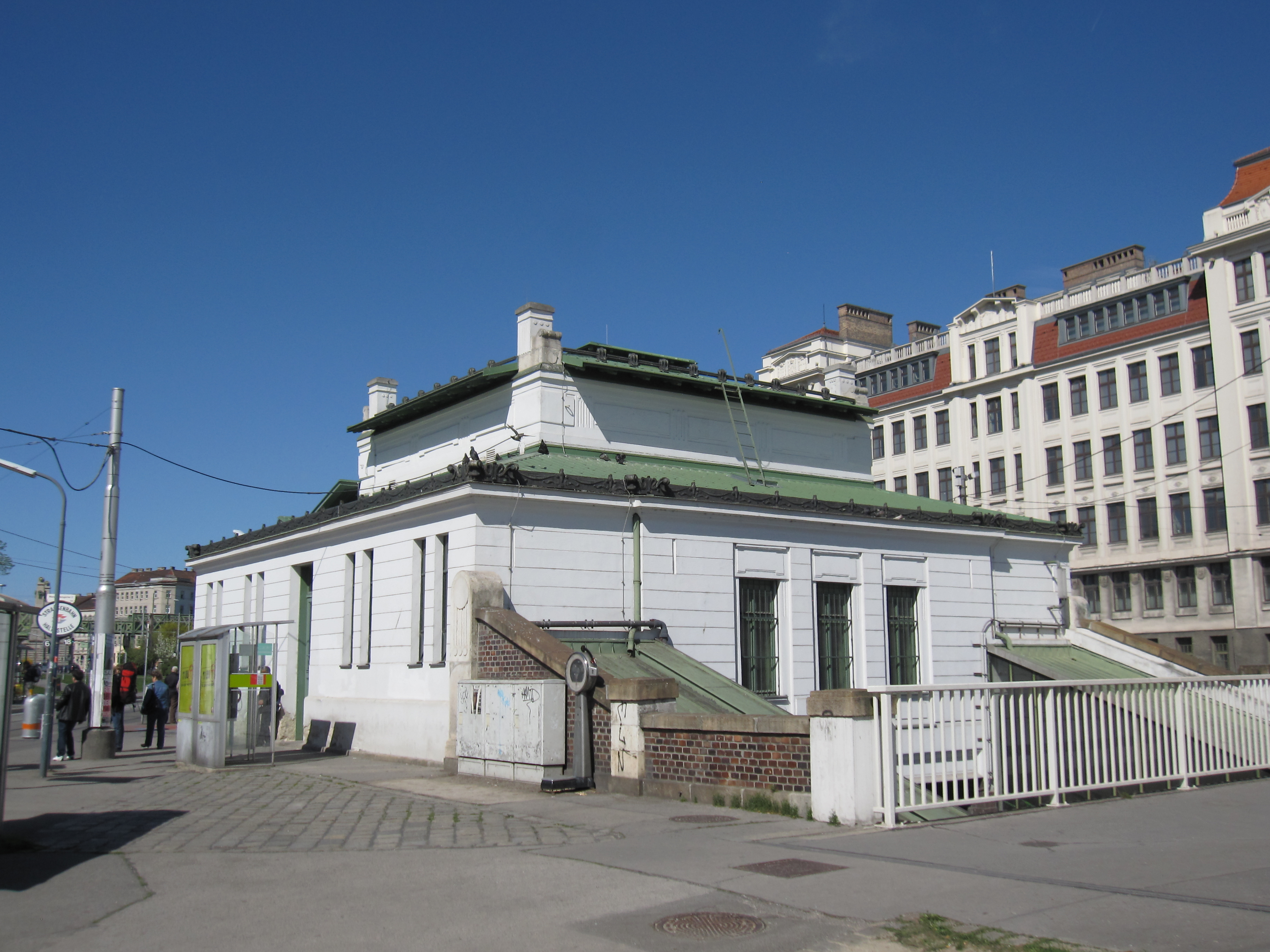
Stadtbahnstation Margaretengürtel auf quadratischem Grundriss, Entwurf 1894
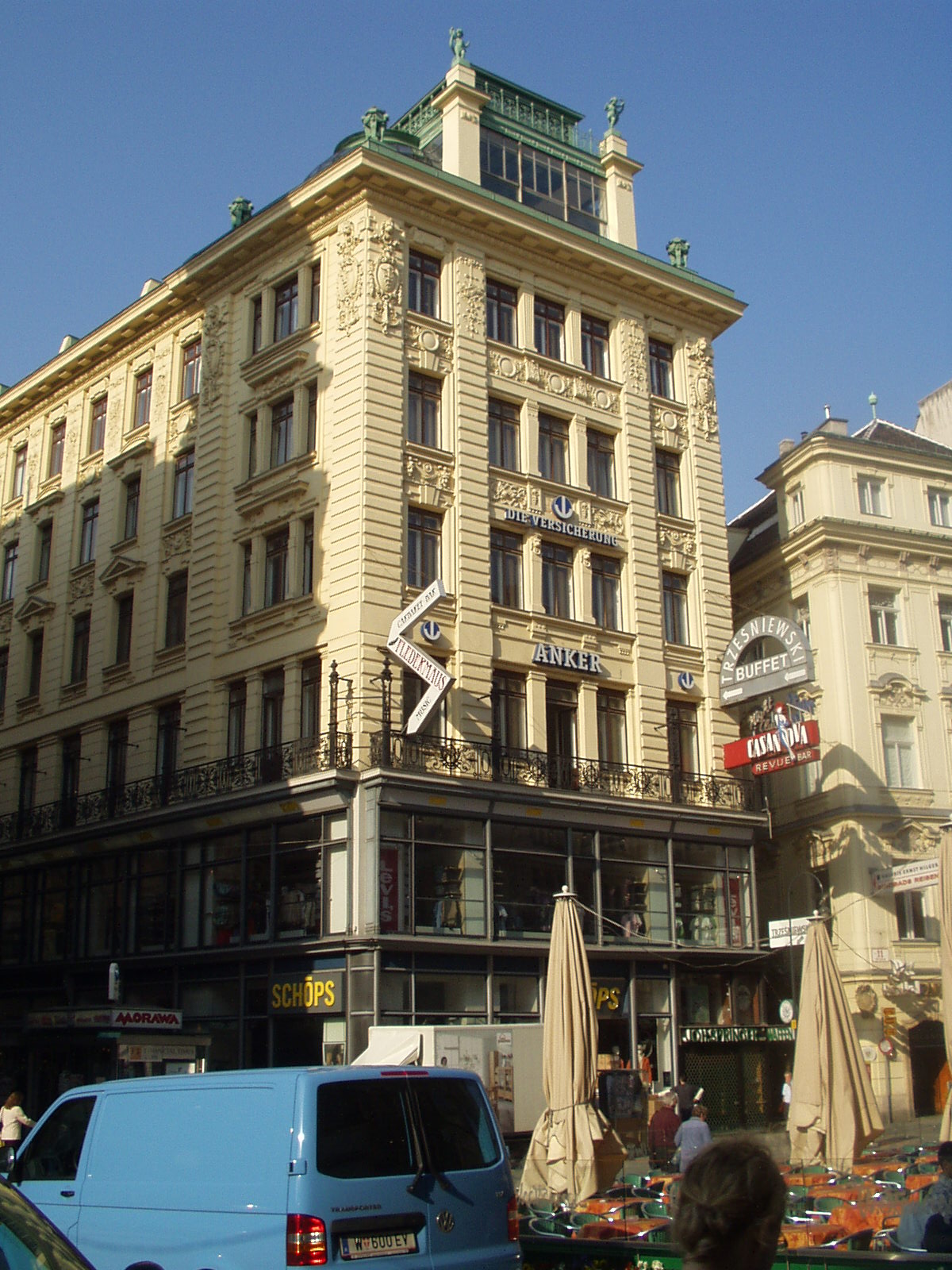
Ankerhaus am Graben mit einem Fotoatelier im Dachgeschoß, 1895
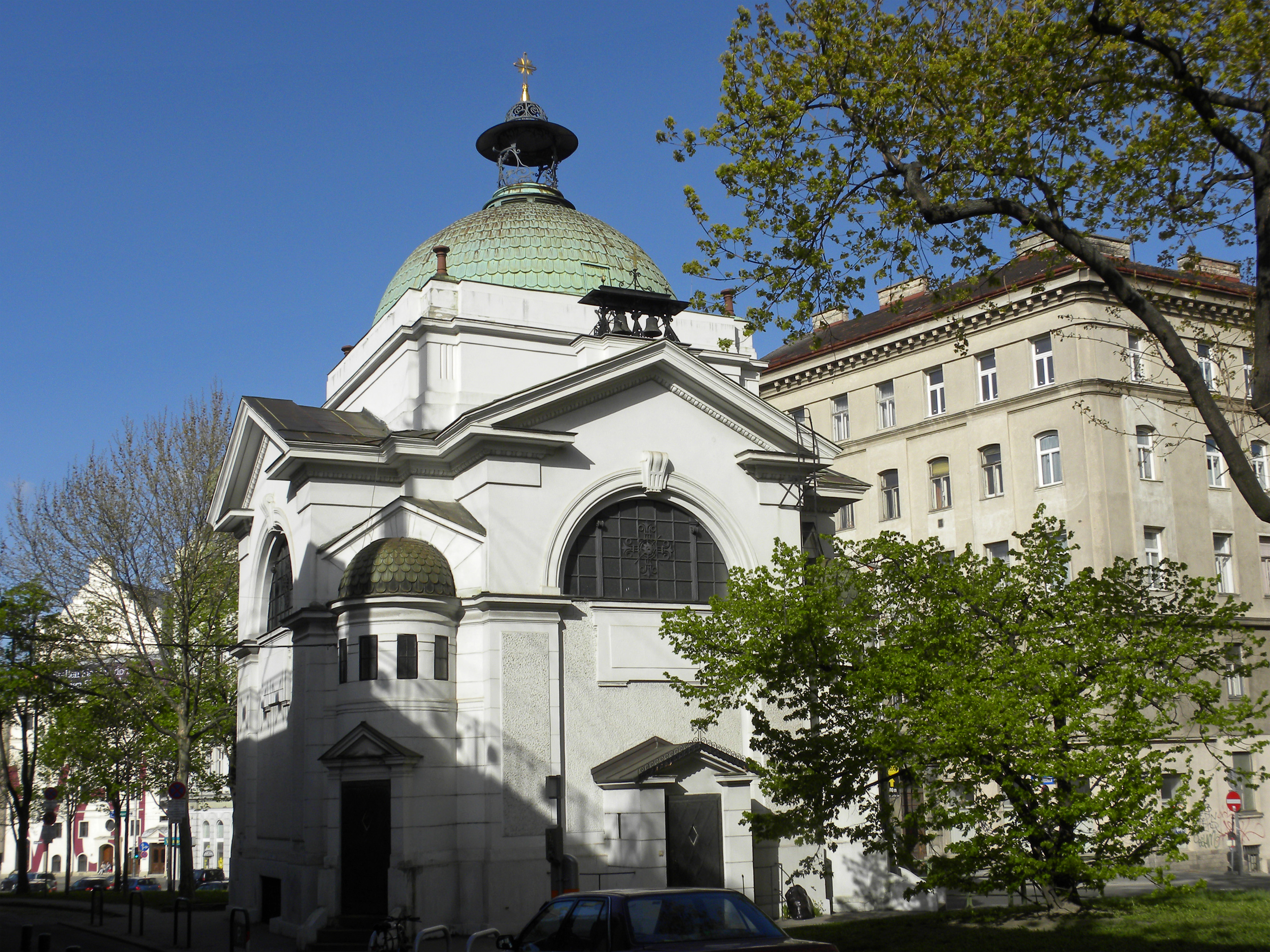
St.-Johannes-Nepomuk-Kapelle, 1895
Warenhaus M. Neumann, 1., Kärntner Straße 19 (1895/1896)
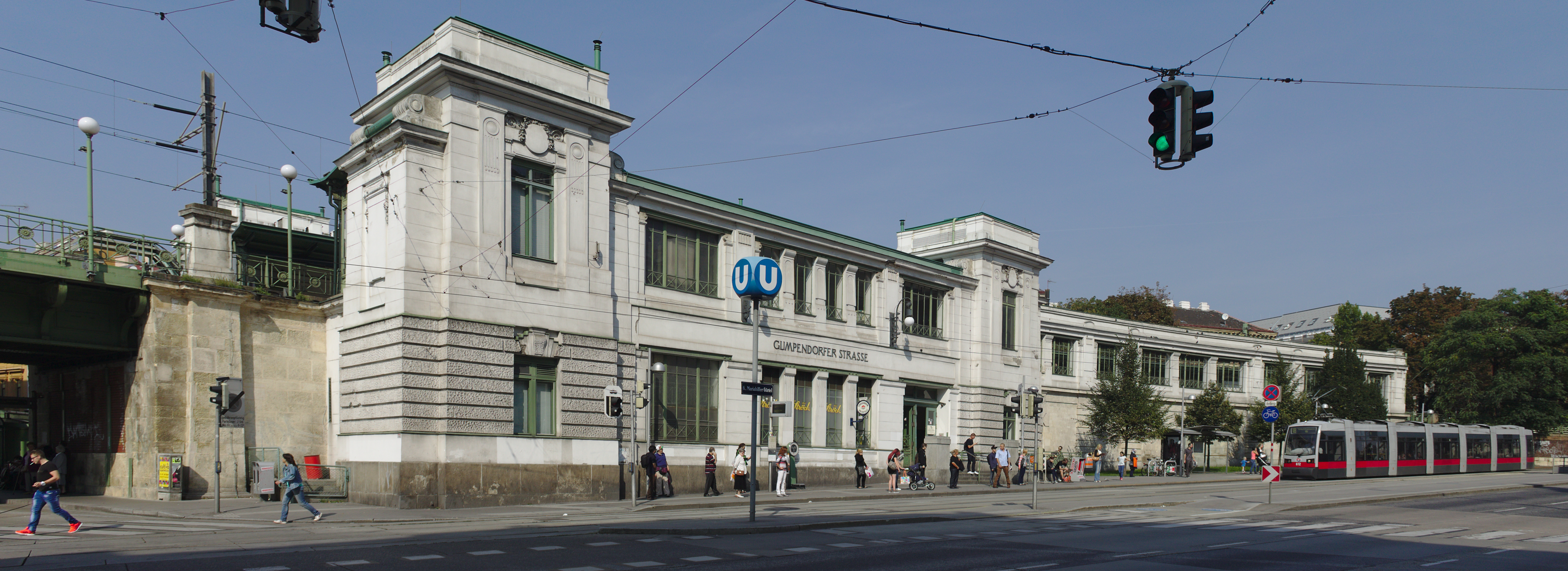
Stadtbahnstation Gumpendorfer Straße 1898

### 1890 bis 1918

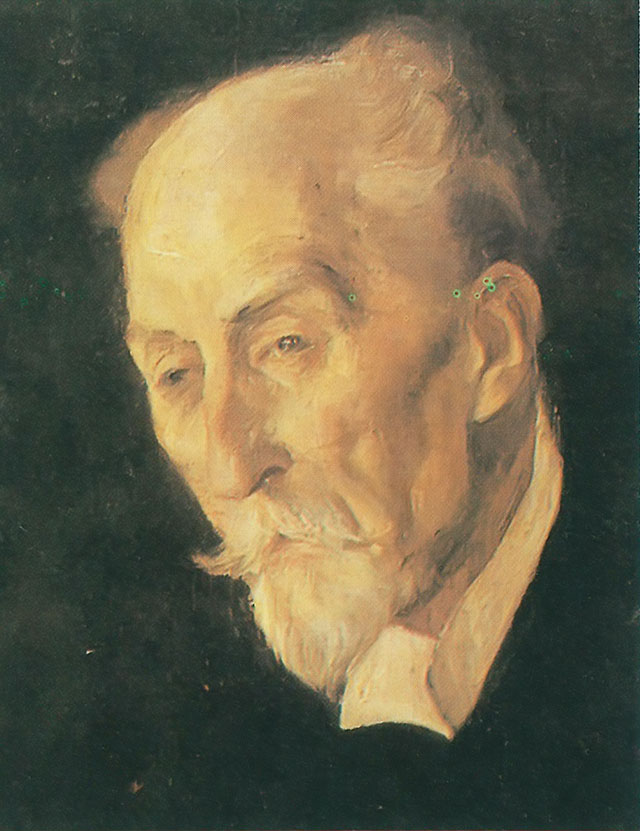
Porträt von Otto Wagner (1904)

1890 nahm Wagner, der mittlerweile ein großes Atelier betrieb, in dem Dutzende Architekten für ihn arbeiteten, am Wettbewerb um eine Kirche in Esseg im Königreich Ungarn teil und erstellte eine Studie für den Berliner Dom, zu dem er sich schon 1867 an einem Wettbewerb beteiligt hatte. 1893 errang er beim Wettbewerb um einen Generalregulierungsplan für Wien den ersten Preis; Wagner ging auch später, wie damals viele, davon aus, dass sich Wien am linken Donauufer stark ausbreiten und bis auf vier Millionen Einwohner vergrößern würde. Sein Plan sah durchgängig die Stadtstruktur einer Metropole vor; tatsächlich ist Wien noch heute vielfach von der dörflichen Herkunft vieler Stadtteile geprägt.
Auf Grund seiner Fachkenntnisse, des architektonischen Profils und seiner bei der Umsetzung von Bauprojekten gesammelten Erfahrungen wurde Otto Wagner 1894 zum Ordentlichen Professor und Leiter der Spezialklasse für Architektur an der Akademie der bildenden Künste in Wien berufen. Über diese Position hatte er Einfluss auf die Heranbildung einer neuen Generation von Architekten und auf die wissenschaftliche Forschung auf diesem Gebiet. Kontinuierlich gab er Veröffentlichungen in seinem Fachgebiet, wie die „Moderne Architektur“, „Einige Skizzen, Projecte und ausgeführte Bauwerke“ Band 1 bis 4, „Die Kunst im Gewerbe“, die „Denkschrift über die Reorganisation der Kunstschulen und der Kunstpflege“ und weitere Bücher heraus. Als Vertreter der Wiener Akademie nahm er 1897 am Internationalen Architektenkongress in Brüssel teil.

In den 1890er Jahren wurde der Bau der Wiener Stadtbahn konkret. K.k. Handelsminister Ladislaus Gundacker von Wurmbrand-Stuppach (1838–1901), der damals für das Eisenbahnwesen zuständig war, berief 1894 Oberbaurat Professor Wagner dazu, als künstlerischer Beirat im Auftrag der Commission für Verkehrsanlagen in Wien die einheitliche architektonische Ausgestaltung der Hochbauten und Brücken der Stadtbahn zu übernehmen. Teilweise wird ihm auch das Design der zugehörigen Stadtbahnwagen zugerechnet. Die unter dem 1896 gegründeten k.k. Eisenbahnministerium im Jahr 1901 beendeten, sehr umfangreichen Stadtbahnbauten samt den charakteristischen Stadtbahnbögen wurden architektonisch Jahrzehnte lang vernachlässigt und erst von den 1960er Jahren an als Gesamtkunstwerk Wagners geschätzt; der historische Bestand steht heute unter Denkmalschutz.

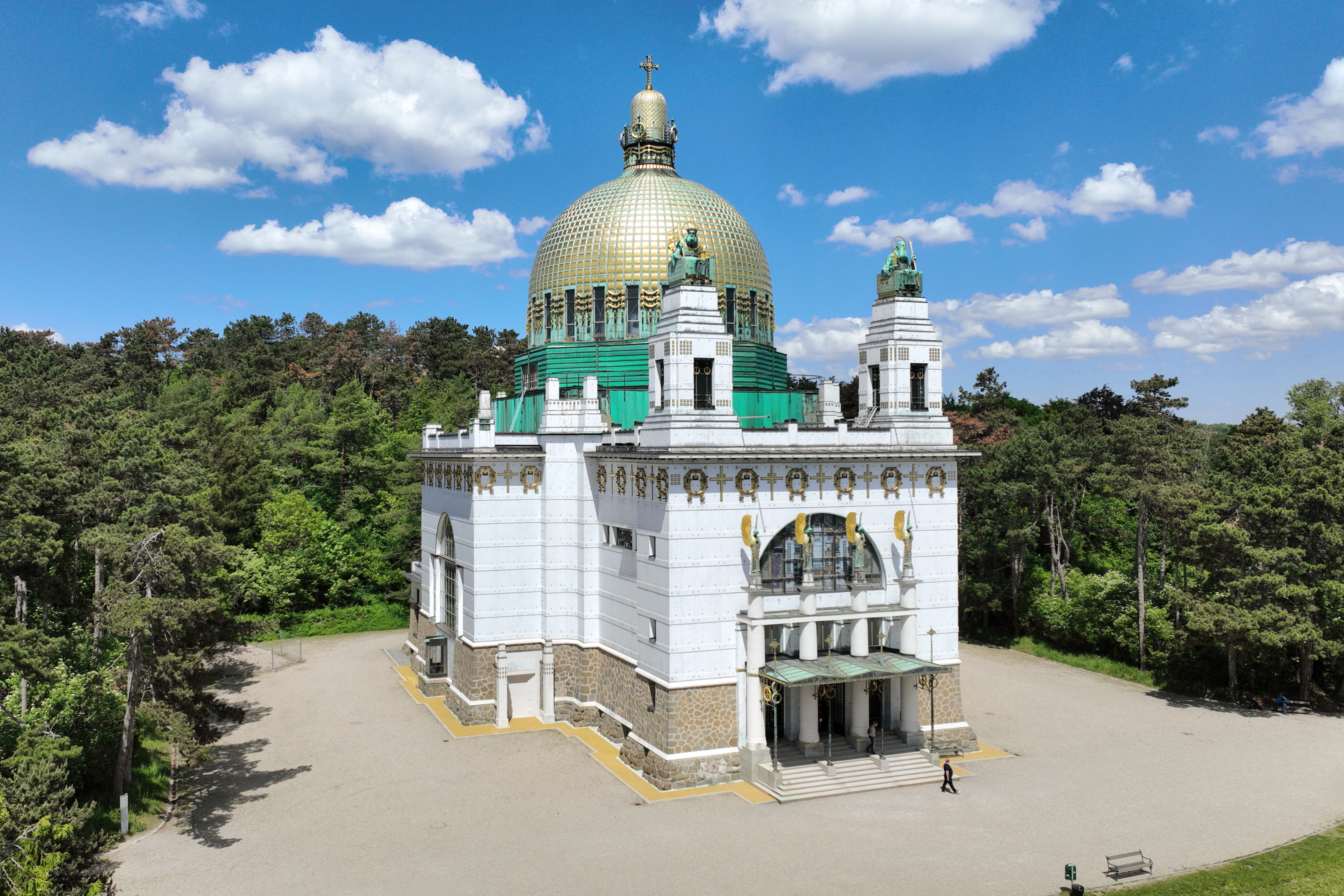
Kirche am Steinhof; eines der Hauptwerke Wagners (1907)

1897 wurde Arthur von Scala zum Leiter des Museums für Kunst und Industrie (heute Museum für angewandte Kunst, MAK) berufen. Er holte Otto Wagner sowie Felician von Myrbach, Koloman Moser, Josef Hoffmann und Alfred Roller als Mitarbeiter des Museums und der angegliederten Kunstgewerbeschule (heute Universität für angewandte Kunst Wien). Wagners 1898 erstellte Studie zum Ausbau der Hofburg blieb ebenso wie seine Vorschläge von 1917 Theorie; die Neue Burg wurde imperial-konservativ gestaltet. Auch die Kaisergruft wurde nicht nach Wagners Vorstellungen neu gebaut; es wurde bloß der Altbestand erweitert.
1898/1899 errichtete Wagner an der Linken Wienzeile 38–40, Ecke Köstlergasse 1–3, beim Naschmarkt im 6. Bezirk drei bis heute oft fotografierte Wohn- und Geschäftshäuser (siehe Wienzeilenhäuser von Otto Wagner). Zur gleichen Zeit, das heißt während des Stadtbahnbaus, befasste sich Wagner mit der architektonischen Gestaltung des am Wiener Donaukanal errichteten Nussdorfer Wehrs, 1904–1908 dann mit dem Bau des Schützenhauses (Schütz = bewegliches Wehrelement) der Staustufe Kaiserbad. Außerdem war er 1902–1907 mit dem Generalplan der damaligen Niederösterreichischen Landesirrenanstalt am Steinhof (so auch bis heute die Bezeichnung der Anstalt im Volksmund) im heutigen 14. Bezirk und speziell 1904–1907 mit dem Bau der Kirche am Steinhof beschäftigt, die zu Wagners Hauptwerken gerechnet wird. Der auf einer Hügelkante nördlich des Wientals im Westen Wiens thronende, weithin sichtbare Bau mit vergoldeter Kuppel kann zu den Wahrzeichen der Stadt gezählt werden.
1903–1906 und 1910–1912 baute Otto Wagner das k.k. Postsparkassenamt (1., Georg-Coch-Platz 2), ebenfalls ein Hauptwerk des Architekten. Sein Stil war die Antithese zum an der Ringstraße gegenüberliegenden imperialen k.u.k. Kriegsministerium, das den Geschmack des Erzherzogs und Thronfolgers Franz Ferdinand widerspiegelte. Im Wettbewerb für dieses Ministeriumsgebäude hatte Wagner daher keine Chance. Im Postsparkassengebäude, bis 2017 Eigentum der BAWAG P.S.K., heute Signa, wird ein Otto Wagner gewidmetes Museum unterhalten.
In den Jahren bis 1910 legte Wagner mehrere Entwürfe für ein Kaiser-Franz-Josef-Stadtmuseum vor; die Wiener Stadtverwaltung konnte sich aber erst in den 1950er Jahren zu einem Neubau entschließen. Auch Vorschläge zur Gestaltung des Karlsplatzes, unter anderem für einen Monumentalbrunnen, blieben unausgeführt. Weitere nicht ausgeführte Projekte betrafen 1905 den Friedenspalast in Den Haag, 1906 die Brunnenkolonnade in Karlsbad, Böhmen, 1907/1908 das Ausstellungsgebäude „House of Glory“, San Francisco, 1909 das Technische Museum in Wien, 1910–1914 zwei Entwürfe für den Neubau der Universitätsbibliothek Wien und 1915 für ein Austria-Denkmal auf dem Schottenring.
1910 entwarf Wagner die äußere und innere Gestaltung der Triebwagen LWP Cmg sowie der Personenwagen der 1914 eröffneten Pressburger Bahn. Er gestaltete auch die Inneneinrichtung des 1911 in Dienst gestellten Hofsalonwagens der Wiener Lokalbahnen.
1912/1913 baute Wagner, der seine große Villa 1911 verkauft hatte, auf dem Nachbargrundstück 14., Hüttelbergstraße 28, in spätsecessionistischem Stil die Villa Wagner II. Er hatte sie als Witwensitz für seine fast 20 Jahre jüngere Frau gedacht, diese starb jedoch 1915. 1917 erarbeitete er eine Studie für eine Friedenskirche auf der Schmelz, die nicht gebaut wurde.
Secessionistische Bauwerke:

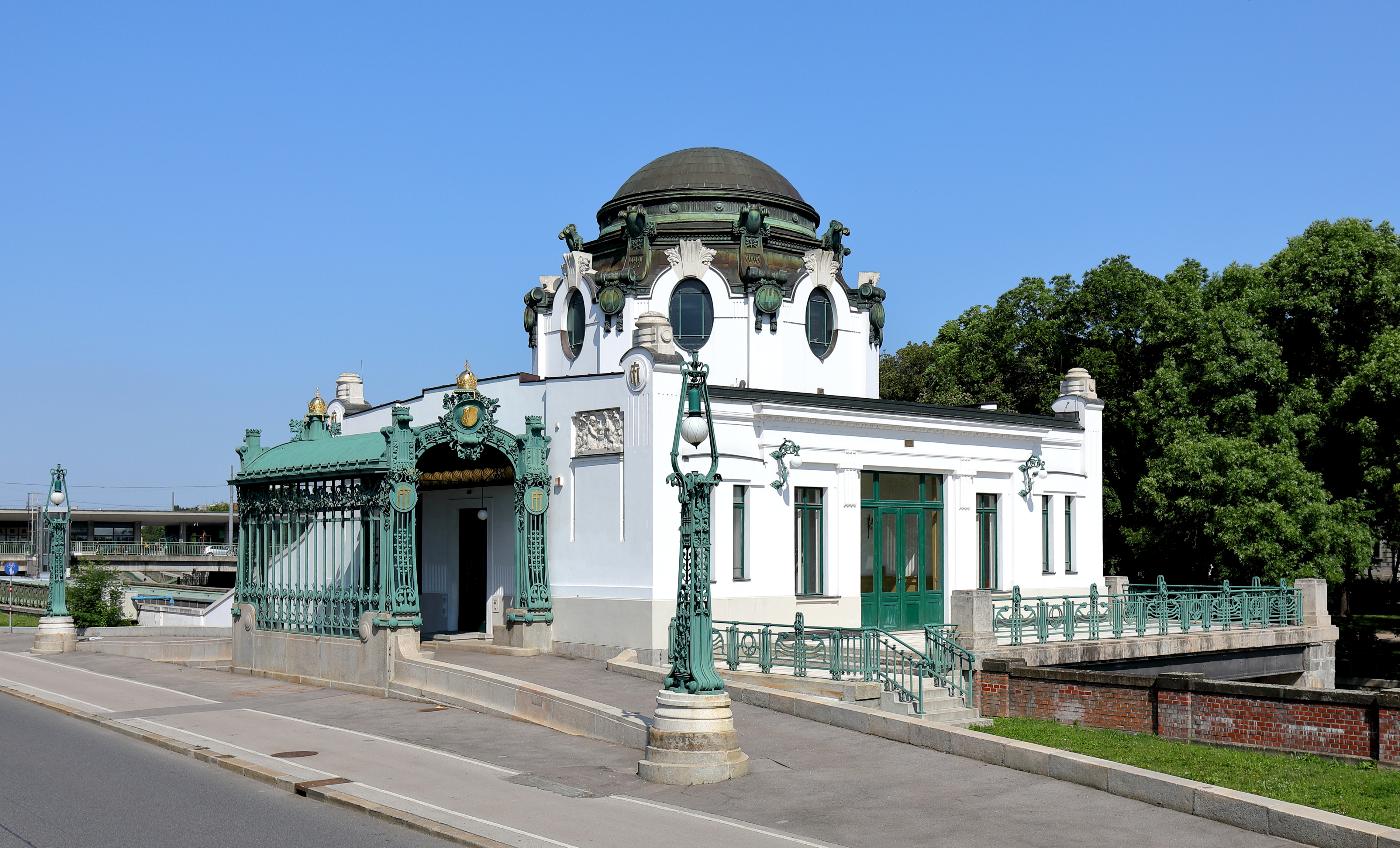
Hofpavillon Hietzing, 1898
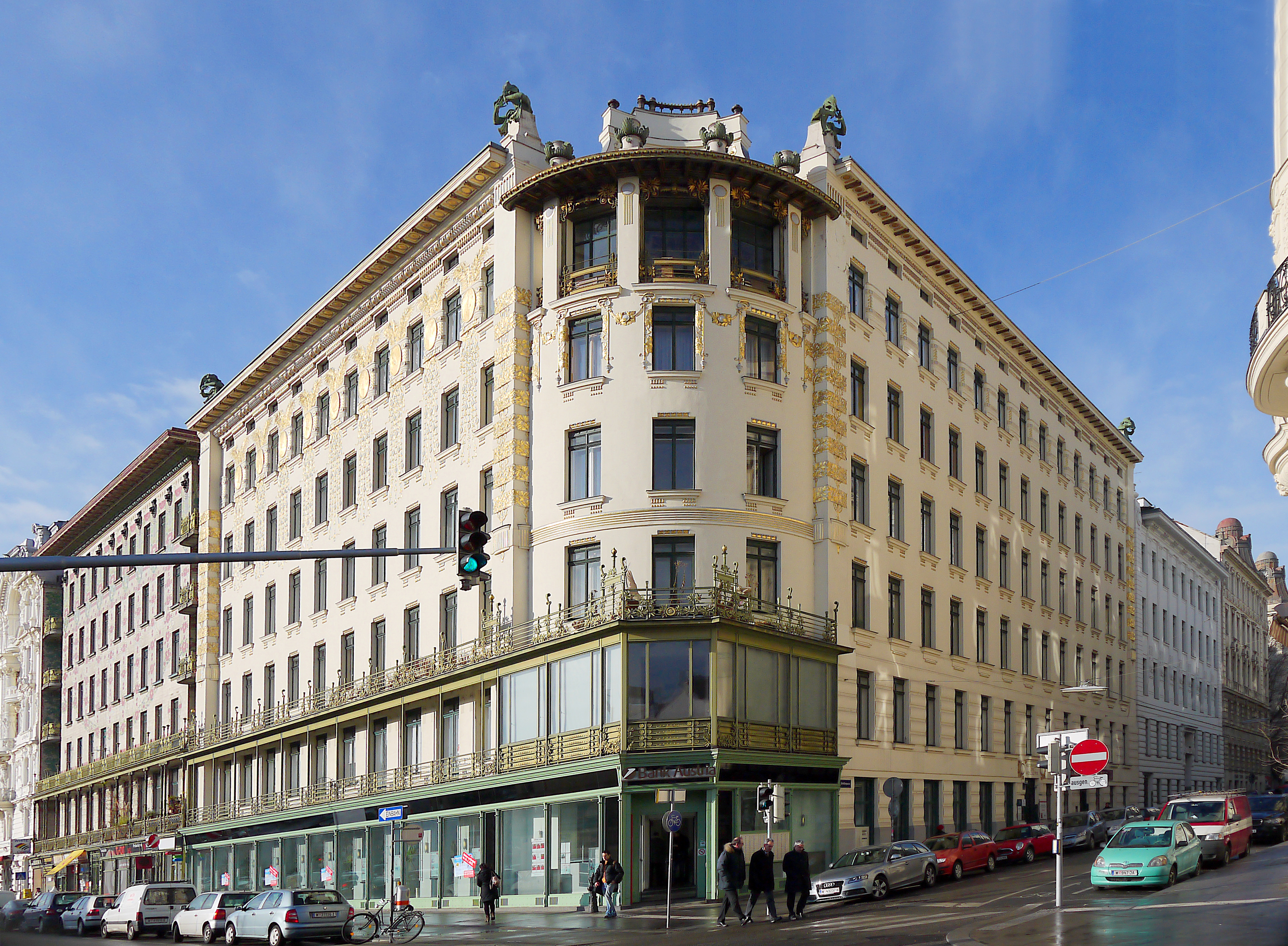
Wienzeilenhäuser, 1898
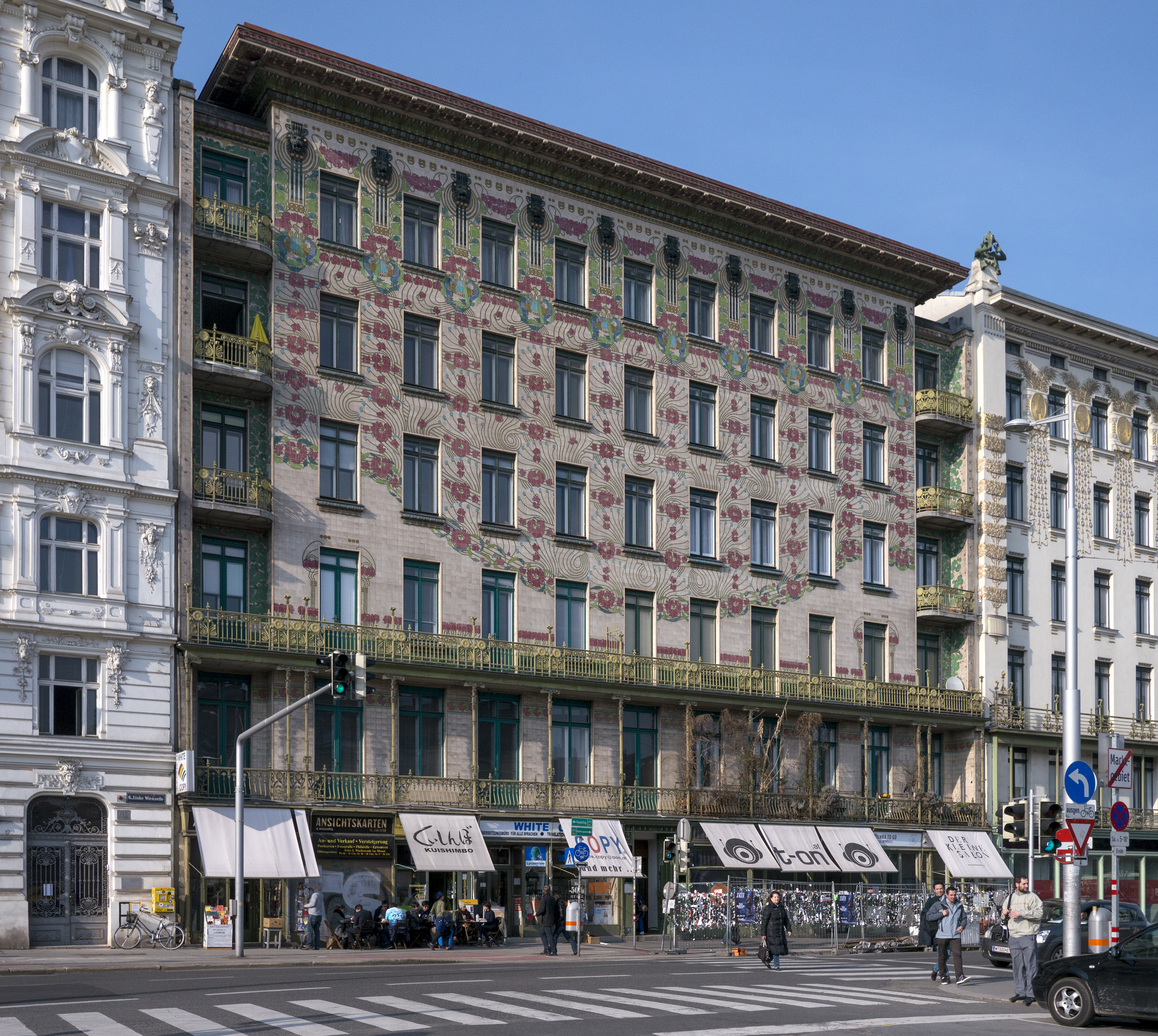
Majolikahaus, 1898
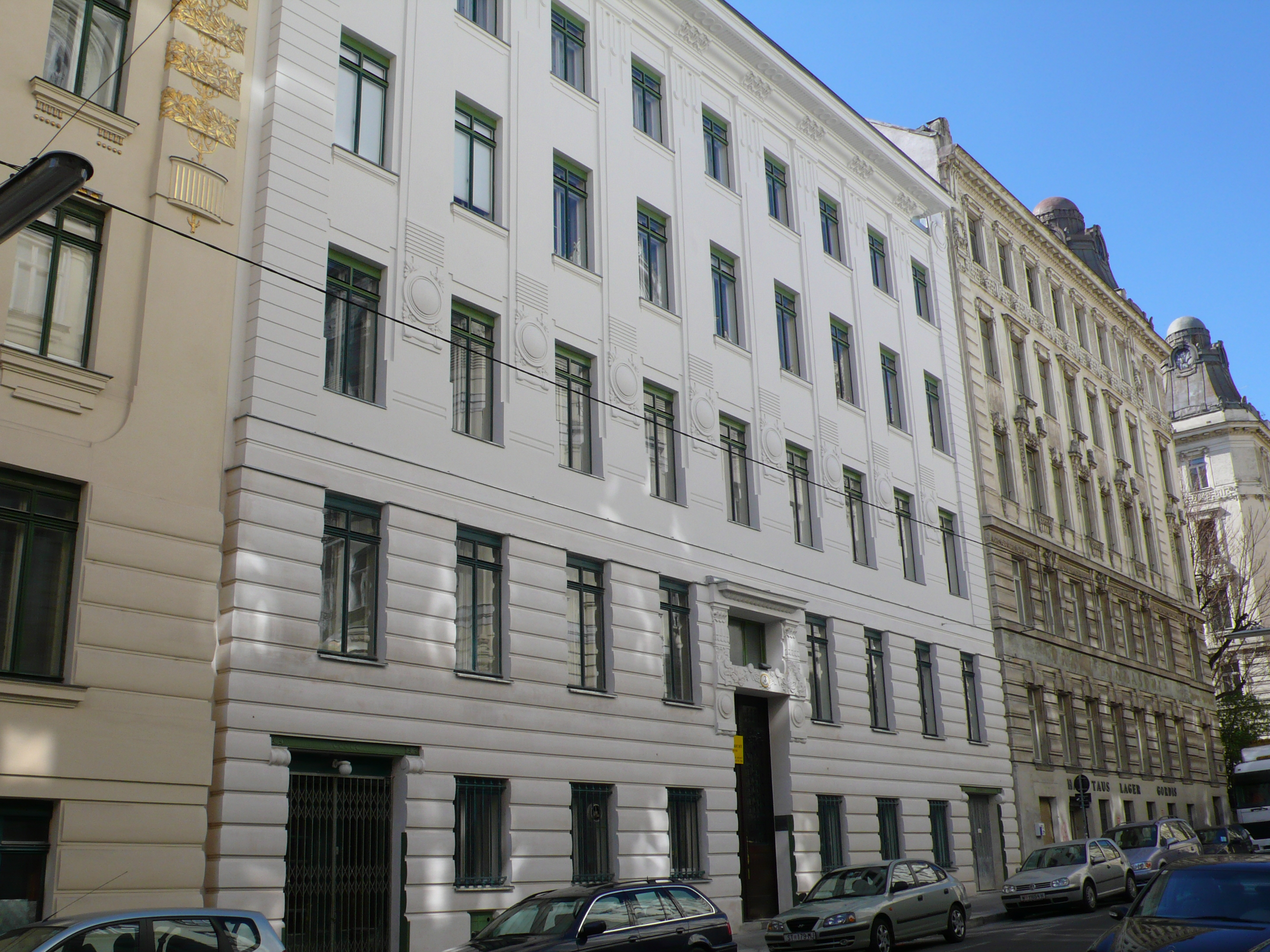
Köstlergasse 3, 1898
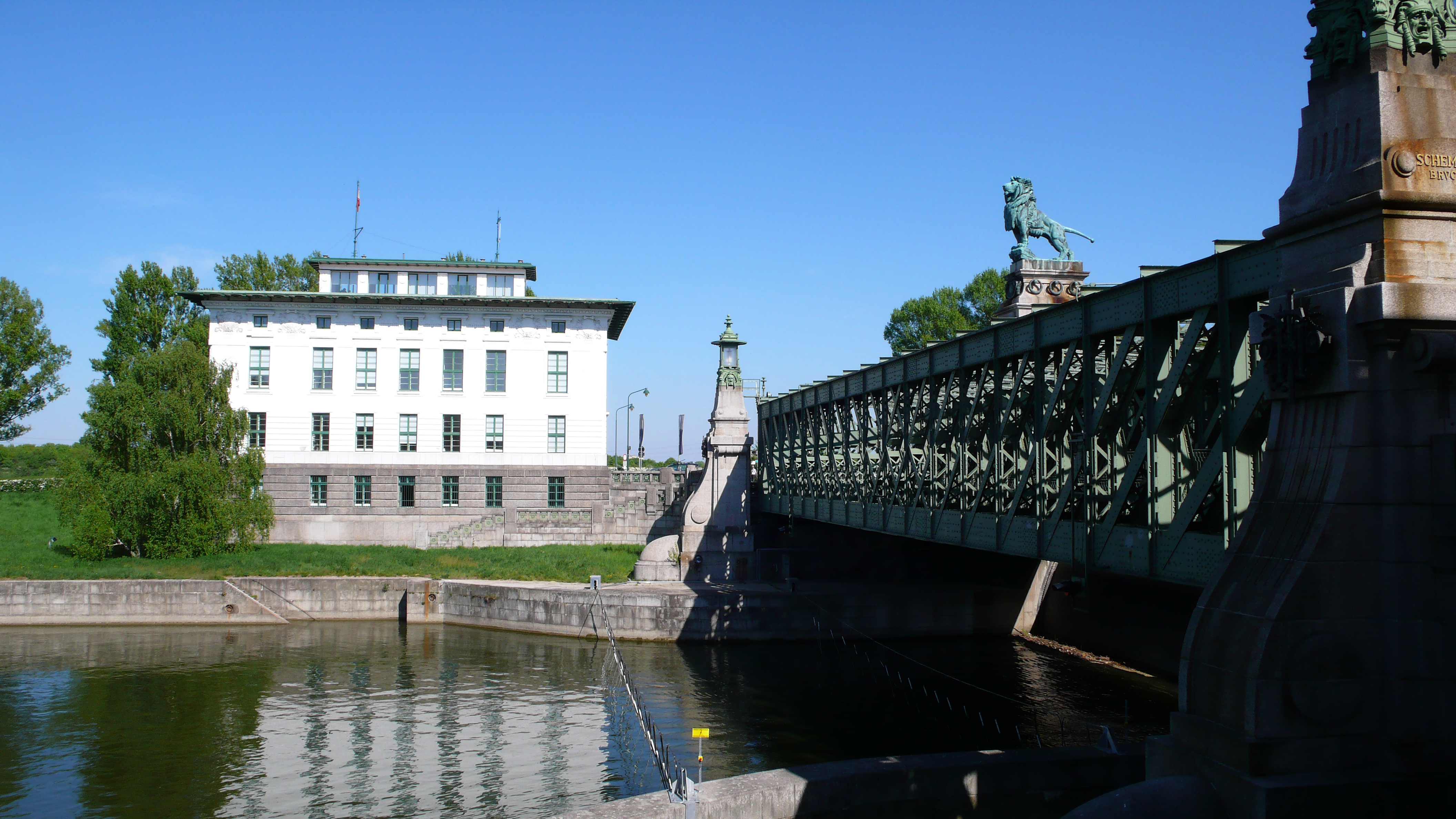
Nussdorfer Wehr, 1898
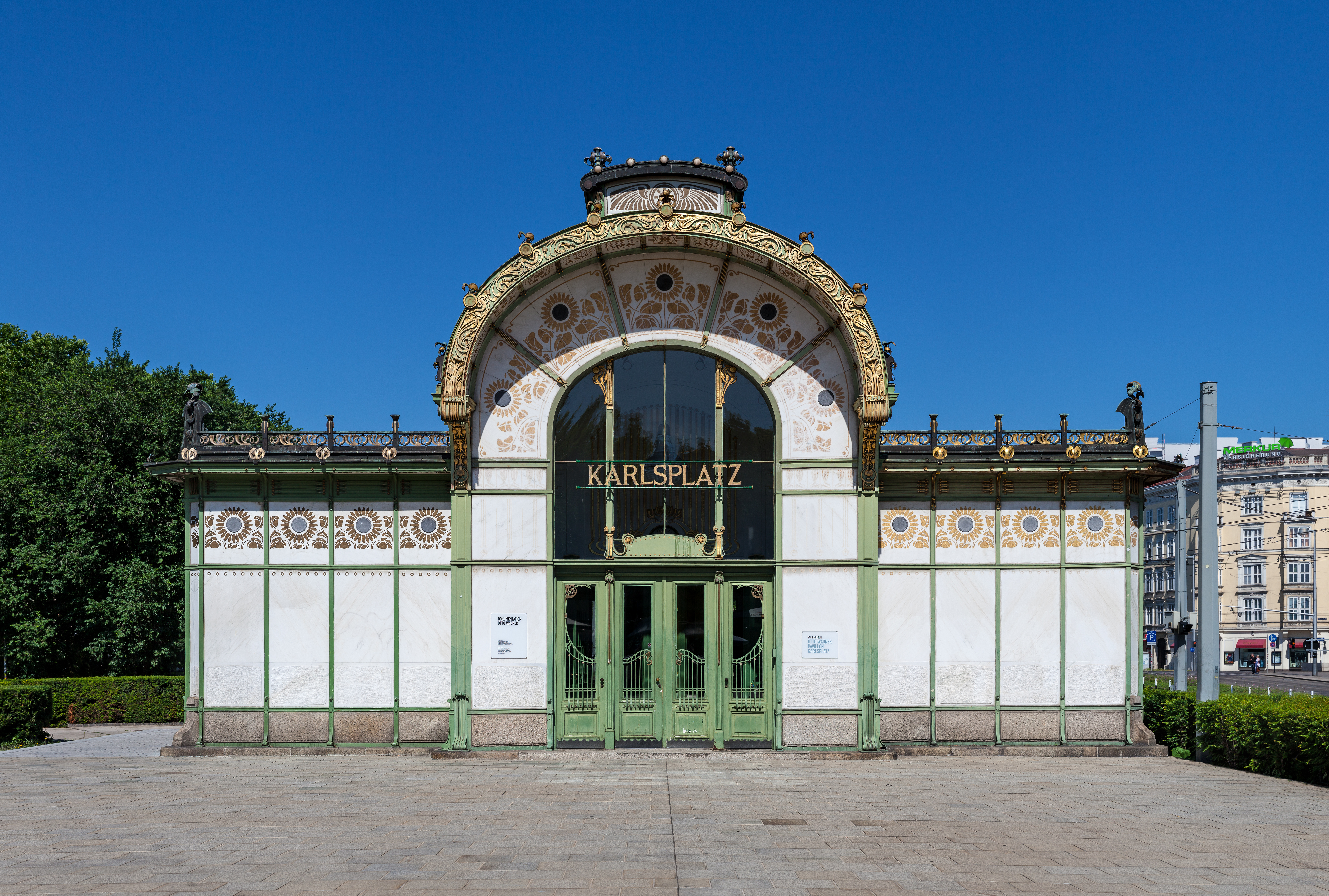
Stadtbahnpavillons auf dem Karlsplatz, 1899
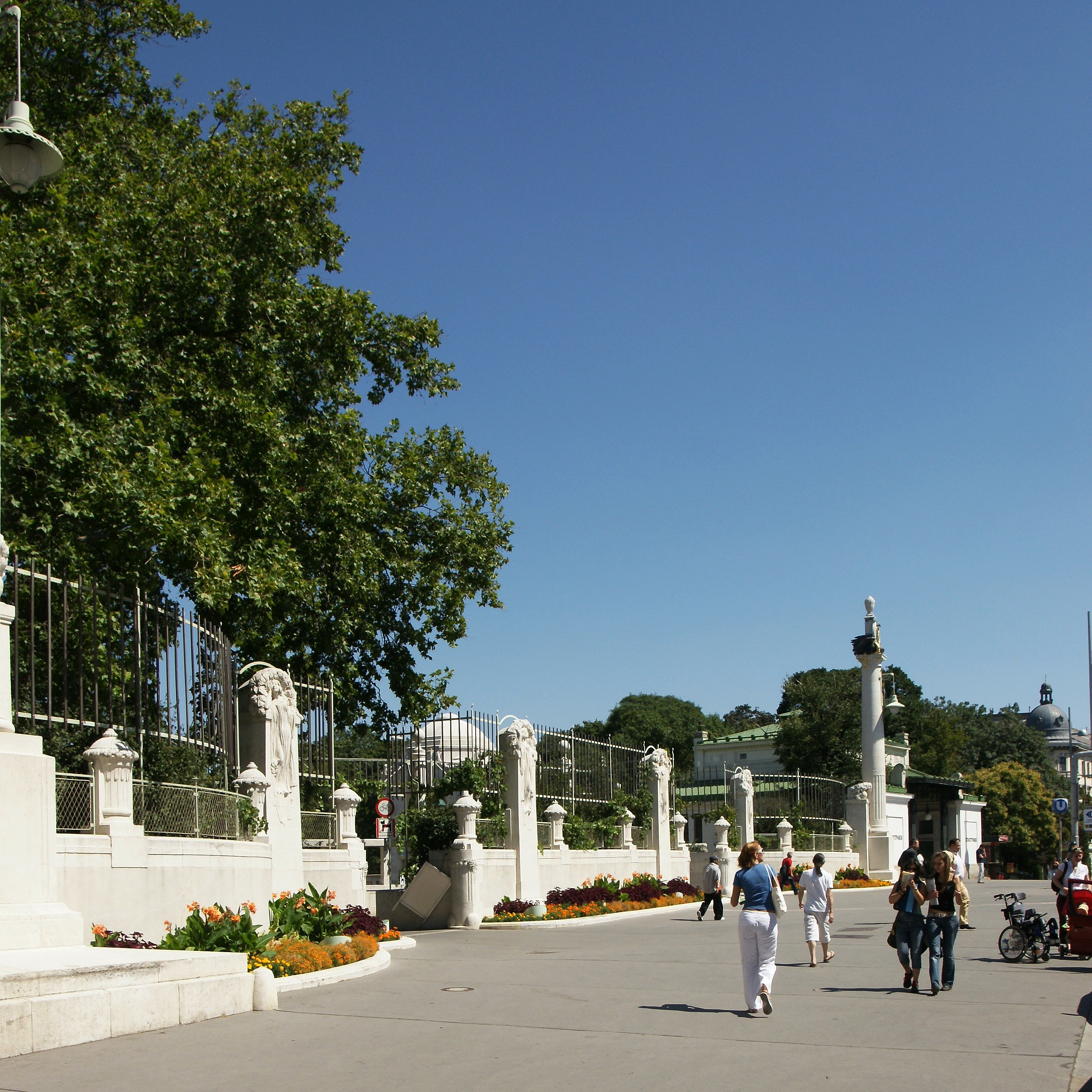
Wienfluss Verbauung. Hier das Wienfluss-Portal mit üppigen secessionistischen Verzierungen, Ausführung durch Josef Hackhofer und Friedrich Ohmann, 1899
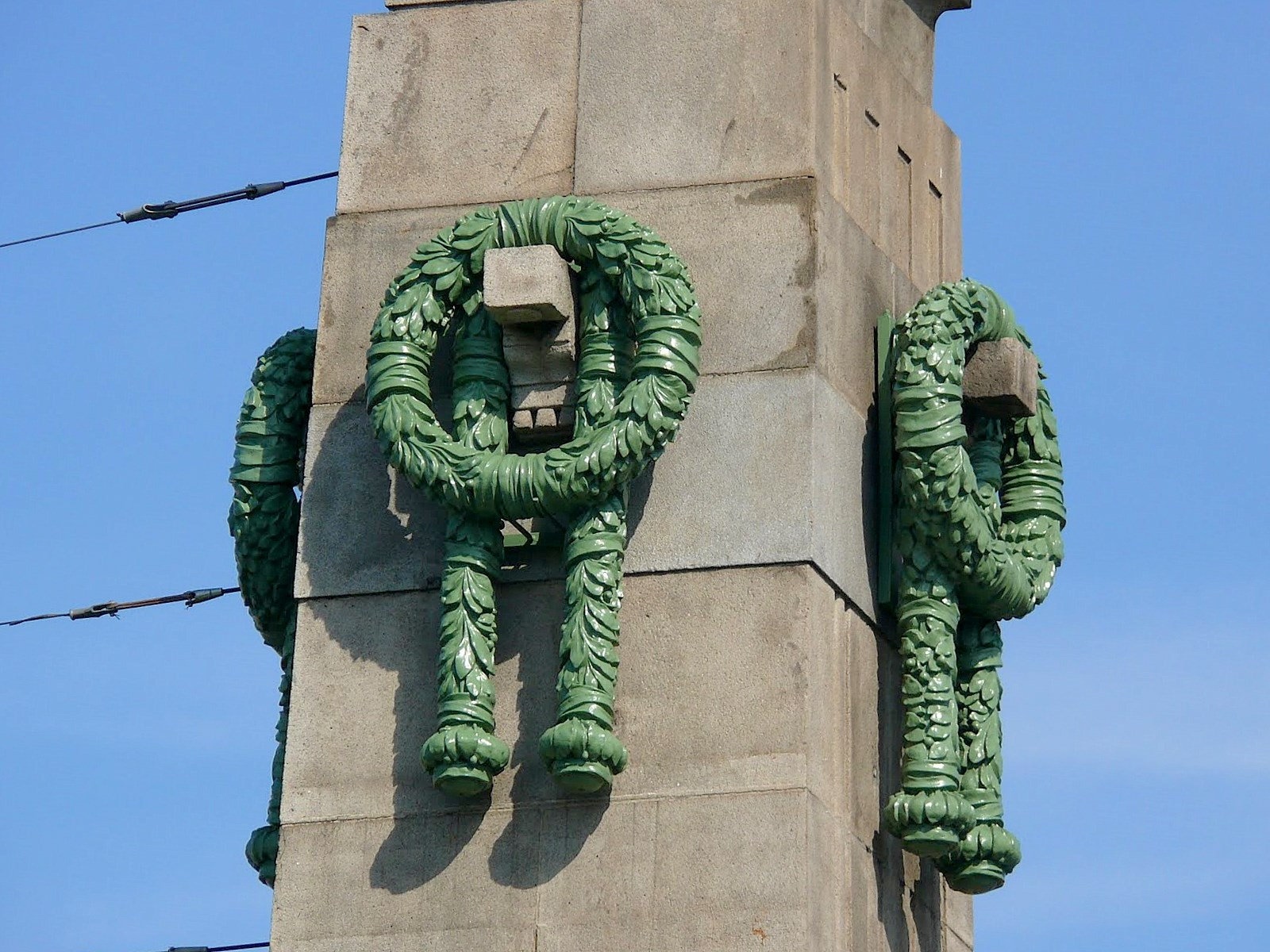
Der Lorbeerkranz als Symbol des Sieges des Jugendstils, hier ein Detail der Brücke über die Zeile

Spätere Bauten zeigen eine Verringerung der secessionistischen Elemente und einen Vorgriff auf die Moderne:

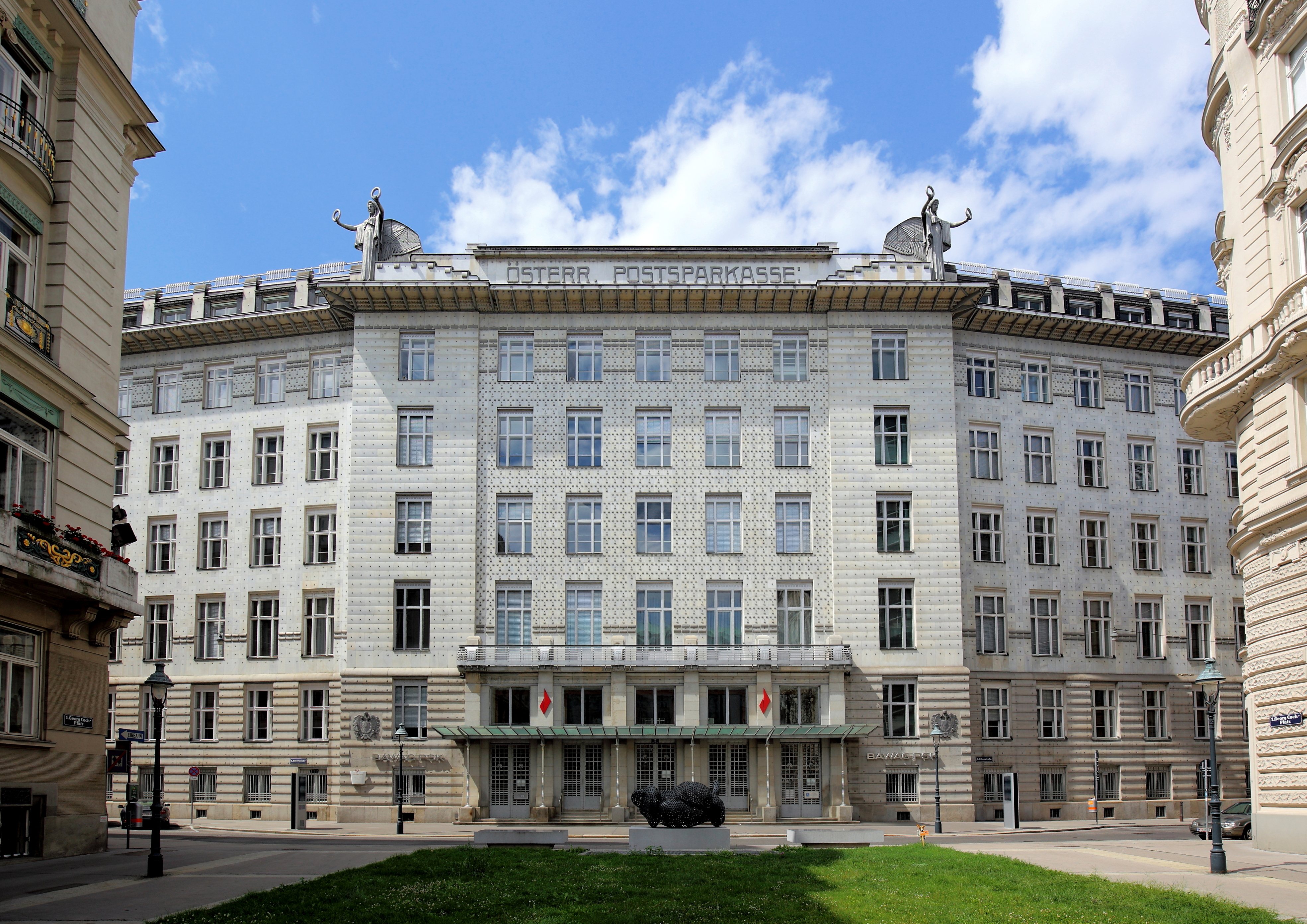
Postsparkasse, 1906
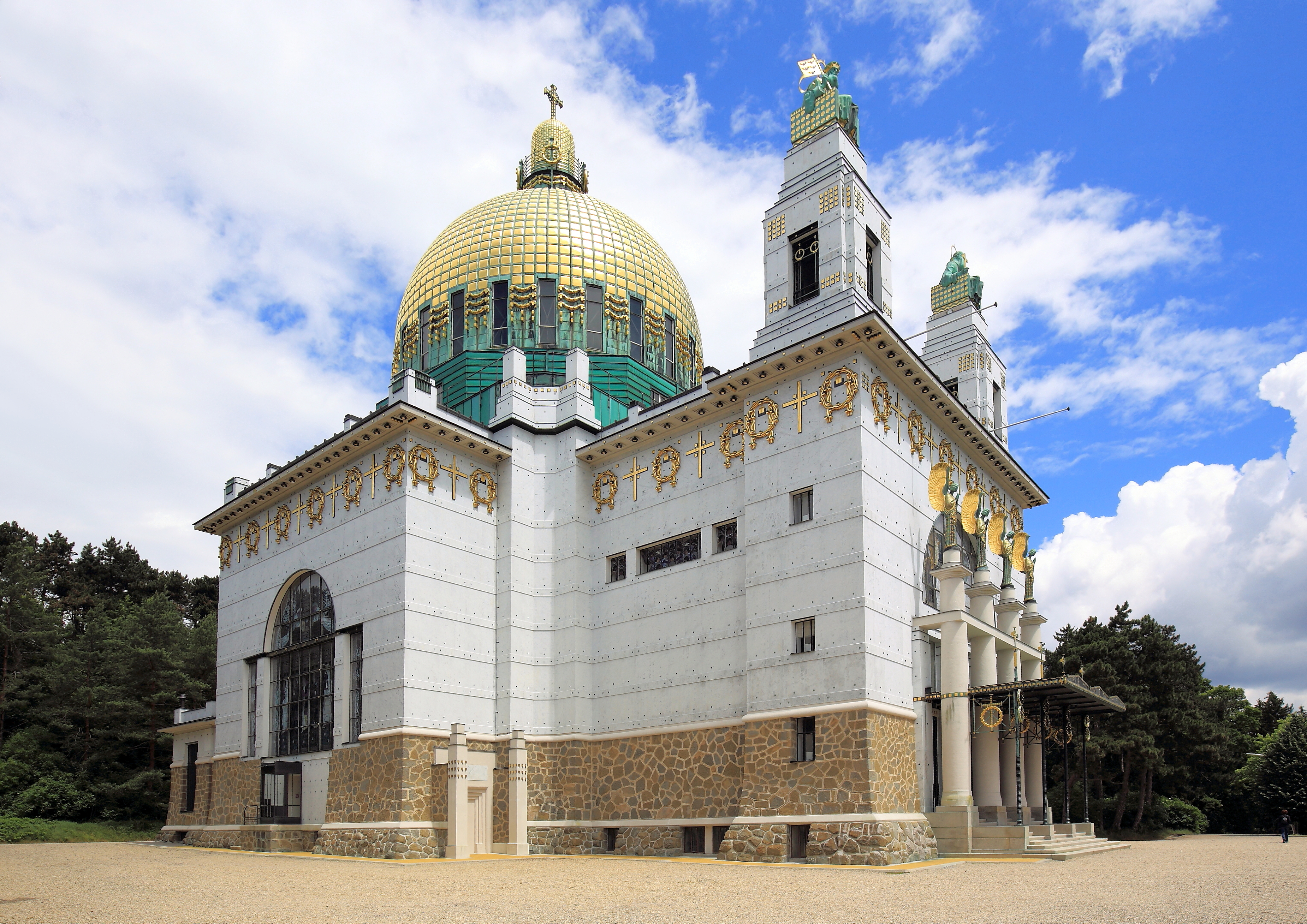
Kirche am Steinhof, eines der Hauptwerke des Wiener Jugendstils, jedoch mit historistischen Formen, 1907
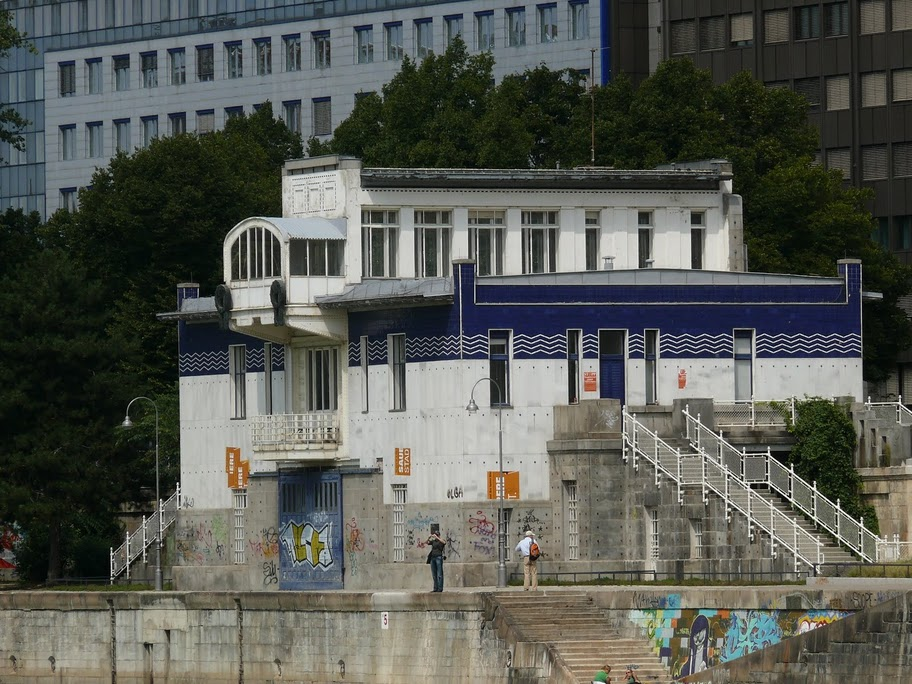
Schützenhaus, 1908
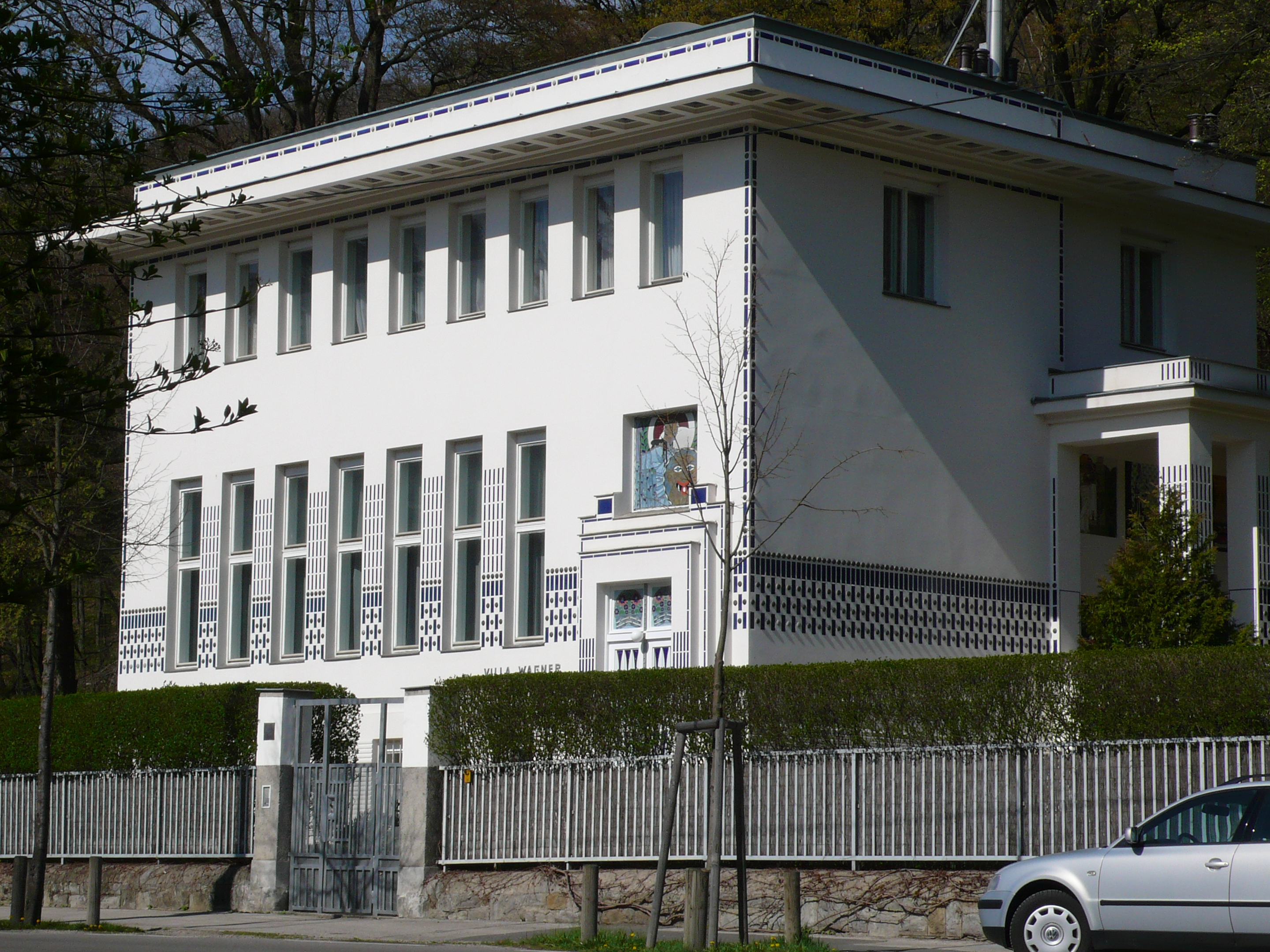
Villa Wagner II, 1913
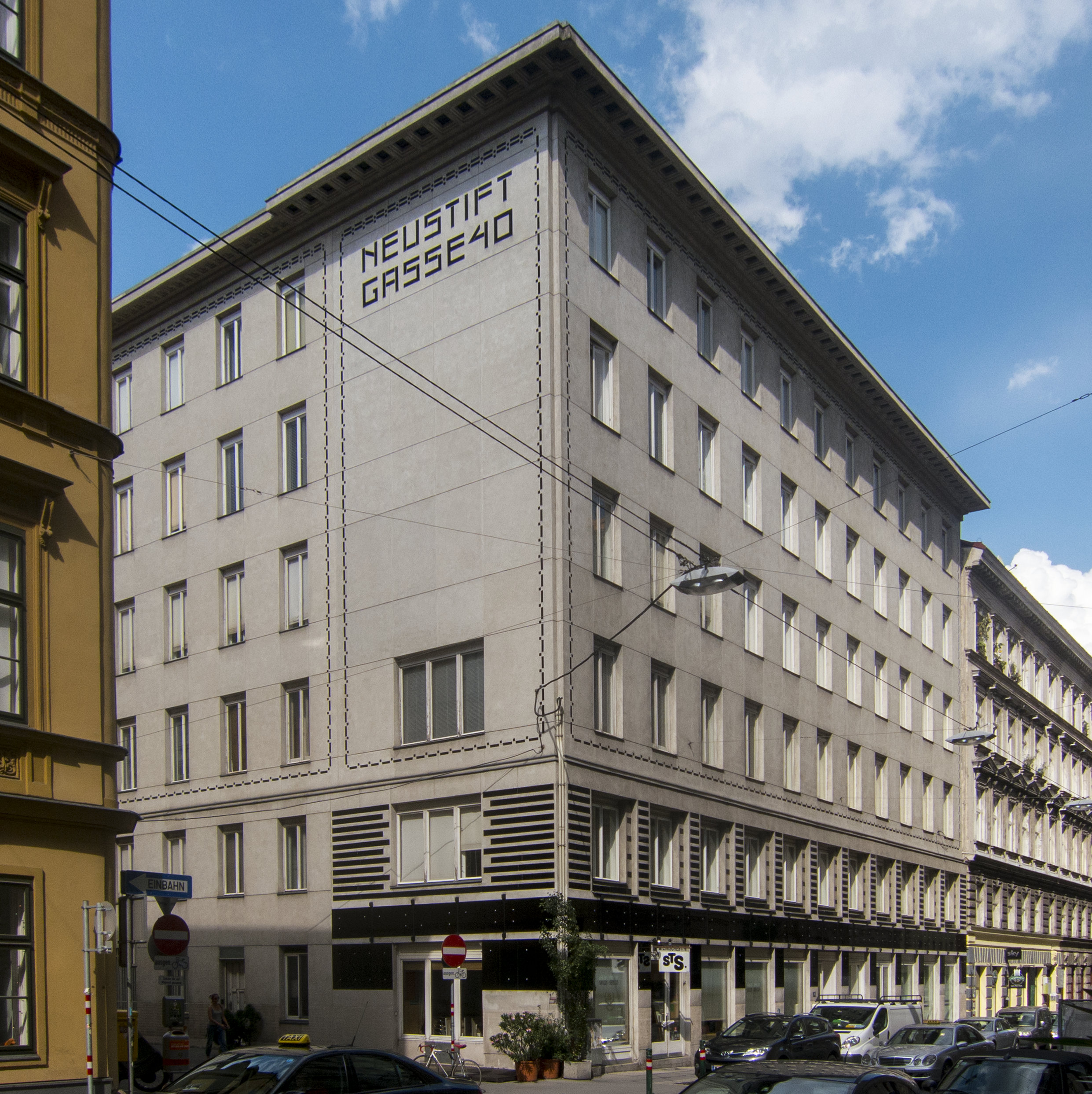
Neustiftgasse 40, 1909–1912
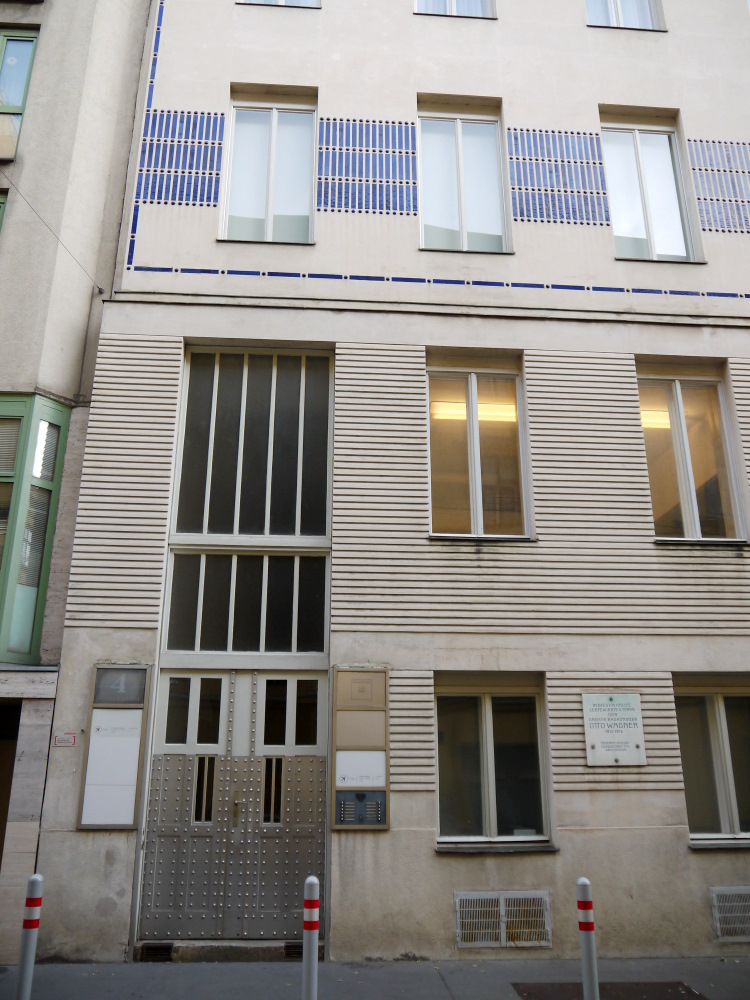
Döblergasse 4, 1910–1912
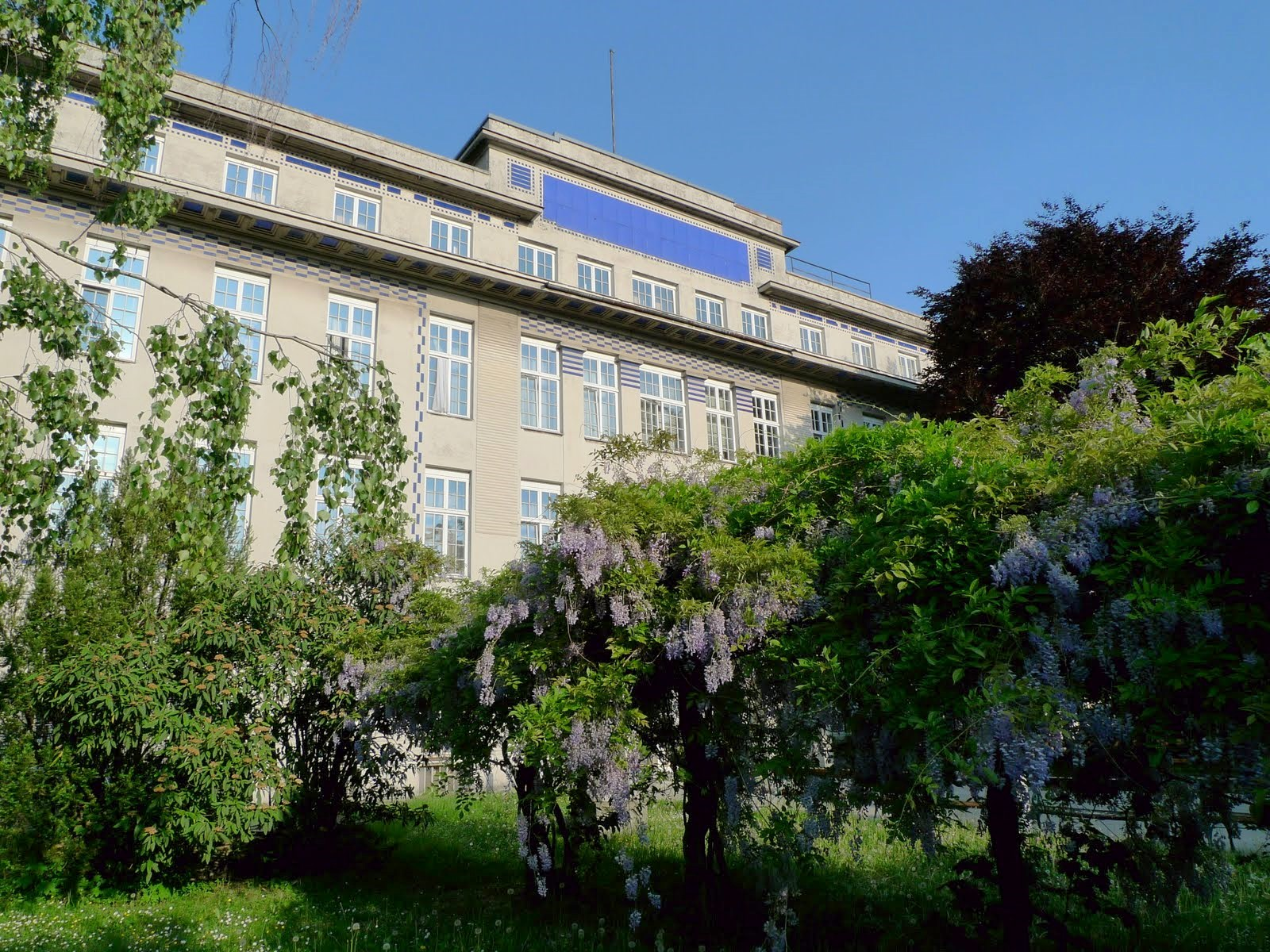
Lupus Pavillon, 1910–1913

### Privatleben

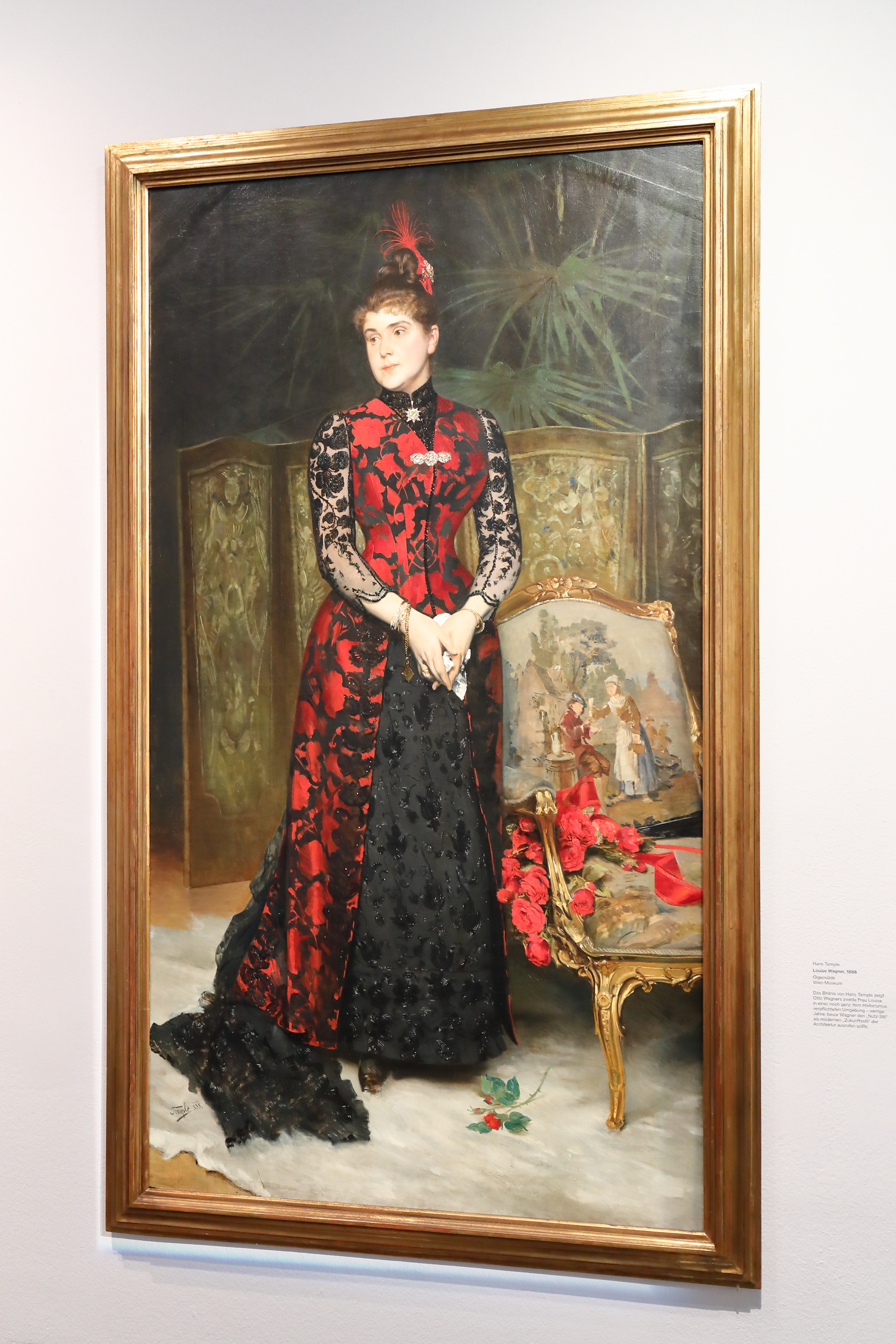
Wagners 2. Ehefrau Louise Wagner; Porträt von Hans Temple (1888)

Der erfolgreiche Architekt und „Baulöwe“ (zwei Wohnhäuser an der Linken Wienzeile, und seine letzten Wohnhäuser baute er mit eigenem Geld) führte auch ein bewegtes Privatleben. Die Braumeisterstochter Sophia Paupie (1840–1912) heiratete er zwar nicht, hatte aber mit ihr zwei Söhne, Otto Emerich (1864–1945) und Robert Koloman (1865–1954), die er beide 1882 adoptierte. 1867 heiratete er auf Drängen seiner Mutter Josefine Domhart (1847–1889). Mit ihr hatte er zwei Töchter, Susanna (1868–1937, verh. Wallisch) und Margarete (1869–1880). Kurz nach dem Tod seiner Mutter Susanna am 21. März 1880 ließ er sich noch im selben Jahr von Josefine scheiden. 1884 heiratete Wagner in Budapest Louise (Aloisa Josefa Anna) Stiffel übersiedelte nach Budapest. Er trat der unitarischen Kirche bei. 1889, d. h. nach dem Tod seiner ersten Frau Josefine, wurde Wagner wieder katholisch und er und Louise heirateten nun offiziell katholisch in der Wiener Votivkirche. Mit seiner zweiten Frau Louise hatte er drei Kinder, Stefan (1884–1945), Louise (1885–1976, verh. Watzlawick, Wick) und Christine (1889–1970, verh. v.Lütgendorff-Gyllenstorm). Wagners fast kultische Verehrung seiner Mutter scheint er auf seine 18 Jahre jüngere zweite Frau übertragen zu haben, besonders nach Louises frühem Tod am 26. Oktober 1915 (siehe Schriften unten), als Folge einer unheilbaren Krebserkrankung. Im Mittelpunkt der Einträge in seinem Tagebuch, "das den Zeitraum vom Herbst 1915 bis zum Tod des Architekten im Frühjahr 1918 umfasst, steht die Klage über den Verlust der geliebten Frau. Wagner beginnt nach ihrem Tod in Briefform mit ihr zu kommunizieren, berichtet ihr von Tagesneuigkeiten, Familiengeschichten, von seinem arbeitsreichen und zugleich einsamen Alltag als alternder Großarchitekt, der im Krieg nicht zum Bauen kommt und trotzdem beständig neue Pläne schmiedet. Wagners Misanthropie kommt ebenso zum Ausdruck wie sein Antisemitismus, über den seit jeher Gerüchte kursierten, der hier aber zum ersten Mal schwarz auf weiß dokumentiert ist."

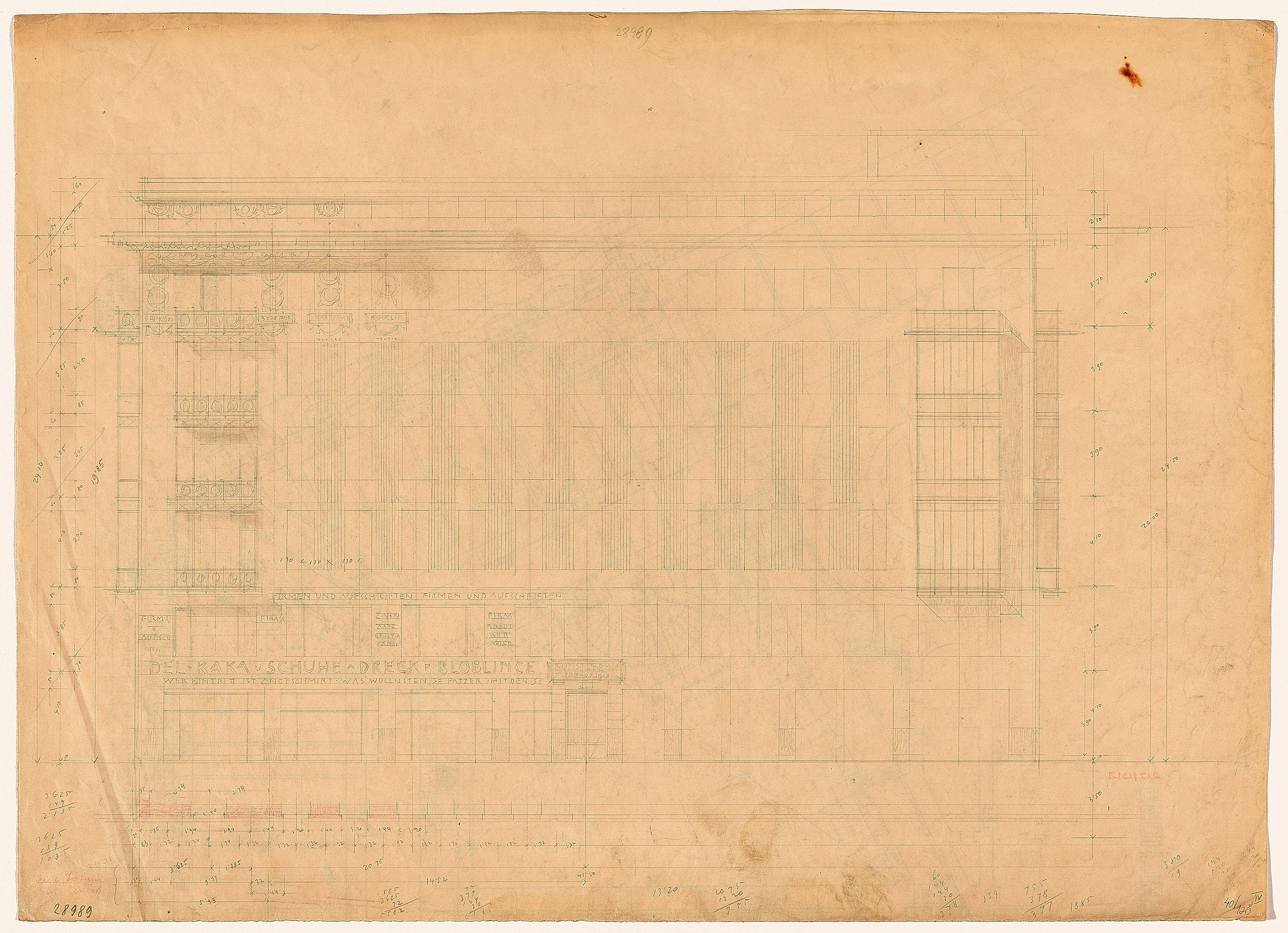
Wagners Fassadenstudie mit antisemitischer Äußerung, Projekt Mietshaus Künstlerhof, 1917–1918

Wagners antisemitische Haltung, welche die damaligen gesellschaftlichen Verhältnisse widerspiegelt, "indem neben den altbekannten religiösen auch ältere weltliche Topoi wie der Vorwurf der Wucherei" latent vorhanden waren (siehe Antijudaismus, Abschnitt: "Deutsches Kaiserreich") ist nicht nur schriftlich im Tagebuch dokumentiert, sondern auch "in den Plänen für ein neues Miethaus, an dem der Architekt bis zuletzt unermüdlich gearbeitet hat."
Die Inschrift zum Projekt: "Mietshaus Künstlerhof, 1917–1918" in der linken unteren Hälfte der Fassadenskizze lautet: DEL-KAKA-SCHUHE DRECK – Wer Eintritt ist angeschmiert · Was wollnsten se Patzer · Mit der S.
Der Text in der ruhig gestalteten Fassadenansicht, die an die Mietshäuser Neustiftgasse / Döblergasse (1909–1912) und den Lupuspavillon erinnern (1912–1913), bezieht sich auf das 1938 arisierte jüdische Unternehmen Del-Ka (später DELKA), ein heute noch existierendes österreichisches Schuheinzelhandelsunternehmen mit Sitz in Wien. Eine Reproduktion des Originals (aus dem Kupferstichkabinett der Akademie der bildenden Künste Wien) befindet sich in der ständigen Ausstellung ("Schausammlung") des Architekturzentrums Wien, mit folgender Erläuterung: "Das 1907 gegründete jüdische Unternehmen Del-Ka (später Delka) wurde bereits 1938 von der Creditanstalt arisiert. Generaldirektor Ludwig Klauser wurde in das KZ Buchenwald deportiert, von wo ihm die Ausreise in die USA gelang. Antisemitische Rhetorik wurde von der Christsozialen Partei unter Bürgermeister Karl Lueger verstärkt für politische Zwecke instrumentalisiert. Otto Wagner – Architekt und Sympathisant Luegers  – profitierte als privater "Developer" von dessen Klientelpolitik. Bei seinem letzten Entwurf für ein Wohn- und Geschäftshaus von 1917 fanden sich in der Fassadenbeschriftung antisemitische Äußerungen. In seinen Tagebüchern verwendete Wagner vermehrt antisemitische Stereotypen, die im direkten Zusammenhang mit seiner Unzufriedenheit über Marktmechanismen beim Verkauf oder der Errichtung  seiner Objekte stehen."

### Tod
Im Ersten Weltkrieg lehnte es Wagner, der zuvor üppiges Leben gewöhnt war, ab, sich neben den kargen offiziellen Lebensmittelrationen auf dem Schwarzmarkt zusätzliche Nahrung zu beschaffen. Er starb am 11. April 1918 im Alter von 76 Jahren in seiner Wohnung in Wien 7., Döblergasse 4, an Rotlauf. Sein Sterbehaus war nach seinem Entwurf in unmittelbarer Nachbarschaft zum Sitz der Wiener Werkstätte 1912 fertiggestellt worden. Wagner ist auf dem Hietzinger Friedhof in einem ehrenhalber gewidmeten Grab (Gruppe 13, Nummer 131) beigesetzt. Die repräsentative Familiengrabstätte hatte er selbst 1881 anlasslich des Todes seiner Mutter gestaltet. Dorthin wurden sein Vater und der Adoptivvaters seiner Mutter umgebettet. Daher wurde auf die von der Stadt Wien zunächst vorgesehene Beerdigung auf dem Zentralfriedhof verzichtet. Noch im selben Jahr fanden auf diesem Friedhof auch Wagners jüngere Zeitgenossen Gustav Klimt und Koloman Moser ihre letzte Ruhestätte.

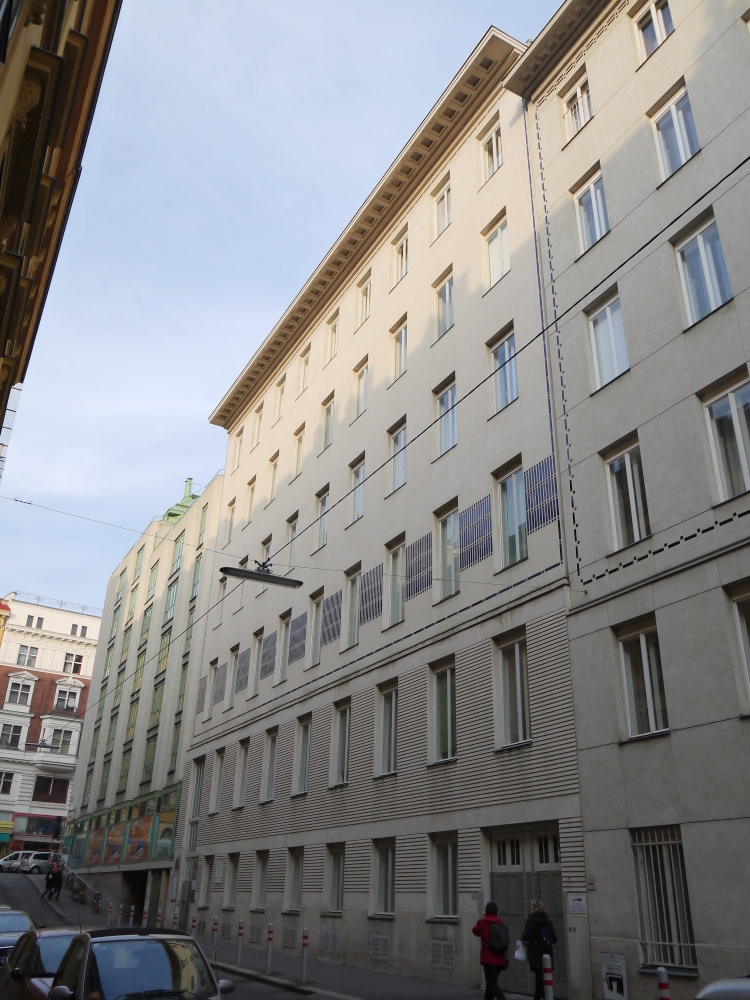
Otto Wagners Sterbehaus, 7., Döblergasse 4 (1910–1912)
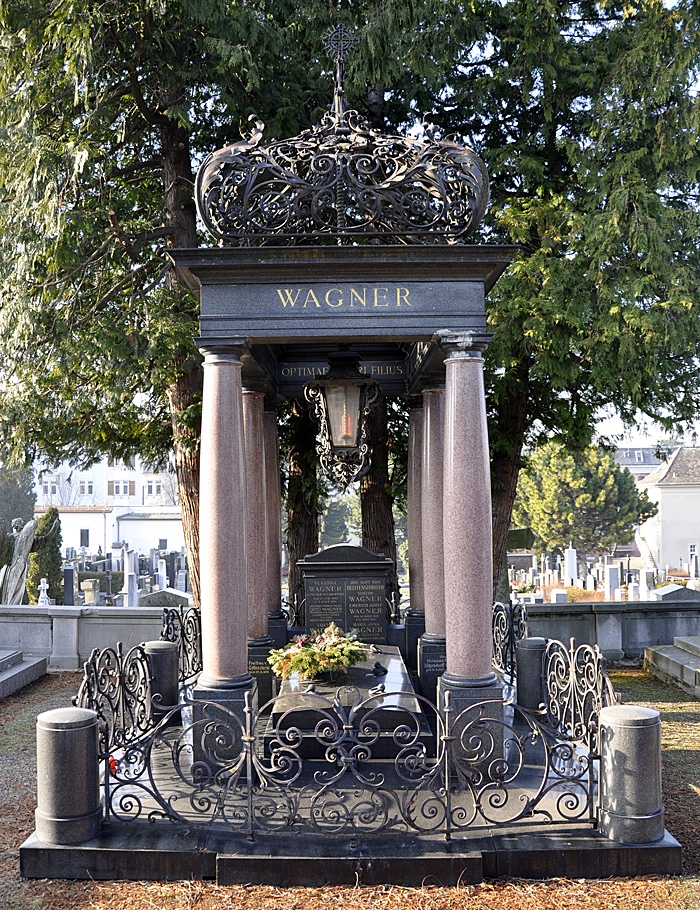
Grab Otto Wagners und seiner Familie auf dem Hietzinger Friedhof

## Nachleben
- 1925 erhielt im 9. Wiener Gemeindebezirk die Fläche an der Alser Straße vor der Oesterreichischen Nationalbank den Namen Otto-Wagner-Platz.
- 1930 wurde in Wien eine Otto-Wagner-Gedenksäule nach dem Entwurf von Josef Hoffmann und Oswald Haerdtl errichtet (erster Aufstellungsort beim Äußeren Burgtor am Heldenplatz; im Krieg abgetragen; seit 1959 1., Makartgasse, neben der Akademie der bildenden Künste).
- Österreich ehrte Wagner von 1986 an auf dem 500-Schilling-Schein; bis 1988 war dies die Banknote mit dem zweithöchsten Nominale.
- Das von ihm gestaltete Spital auf der Baumgartner Höhe im 14. Wiener Gemeindebezirk wurde im Jahr 2000 Otto-Wagner-Spital benannt, nach Absiedlung des Spitalbetriebes ist es nun als Otto-Wagner-Areal bekannt. Die dort von ihm errichtete Kirche am Steinhof, die Kirche zum Hl. Leopold, ist seit langem als Otto-Wagner-Kirche bekannt.
- Eines der beiden Aufnahmsgebäude der von ihm gestalteten Stadtbahnstation Karlsplatz wird vom Betreiber Otto-Wagner-Pavillon genannt.[12]
- Die Österreichische Postsparkasse nennt ihre Dokumentation über das von Wagner gestaltete Hauptgebäude in Wien Wagner:Werk. Museum Postsparkasse.[13]
- Ausstellung: Otto Wagner. Wien Museum Karlsplatz, 15. Juli – 7. Oktober 2018.[14][15]
- Der Wiener Künstler Karl Goldammer gestaltete 1988 eine Sammlung an Originalfarbradierungen mit Motiven der „Wagner-Architektur“ in Wien (Mappe: „Otto Wagner, Wien“). Eines dieser Motive, das „Schützenhaus am Donaukanal“, wurde im Jahr 2002 von der österreichischen Post als Sonderbriefmarke herausgegeben.[16]

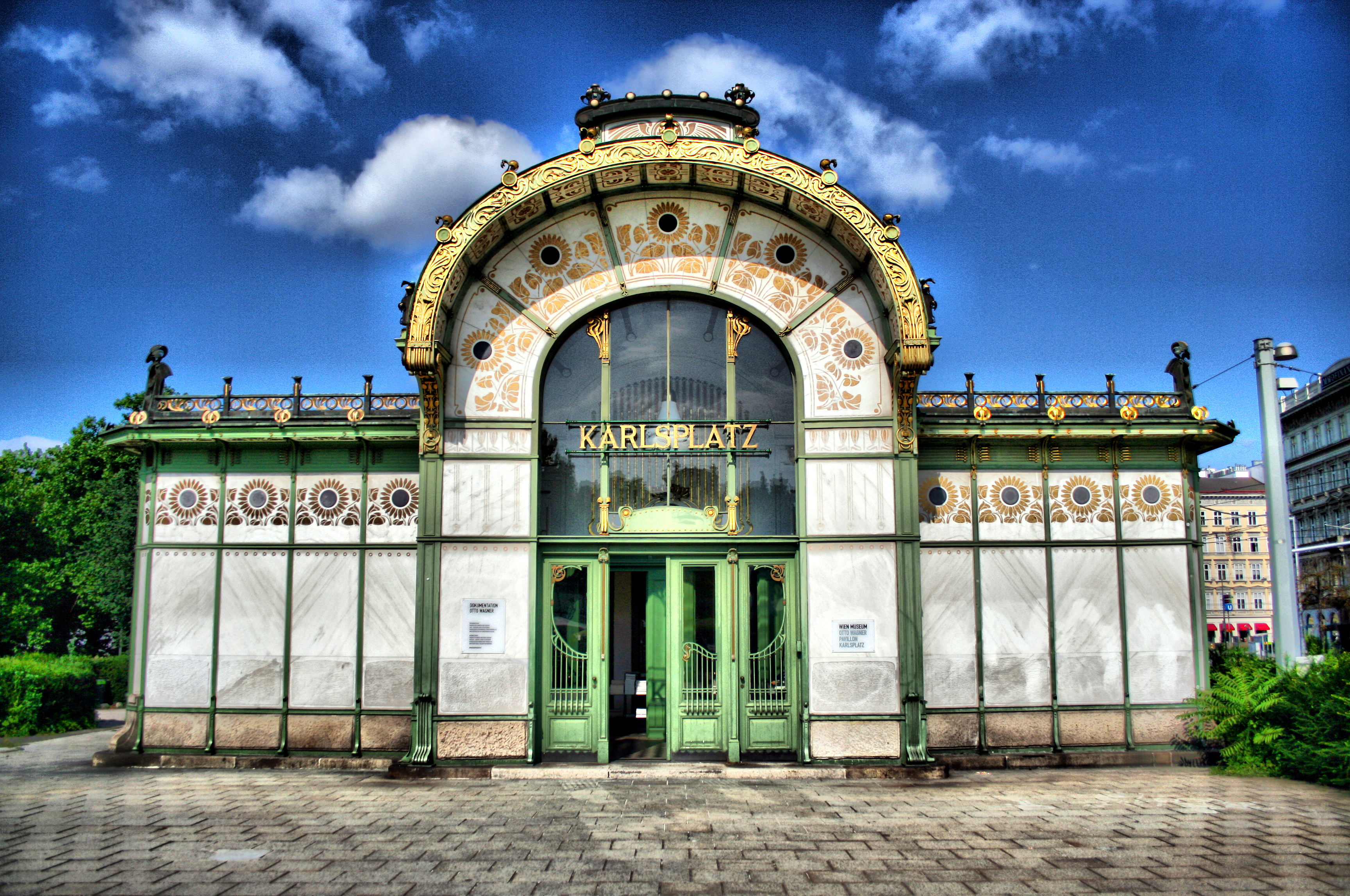
Otto-Wagner-Pavillon am Karlsplatz
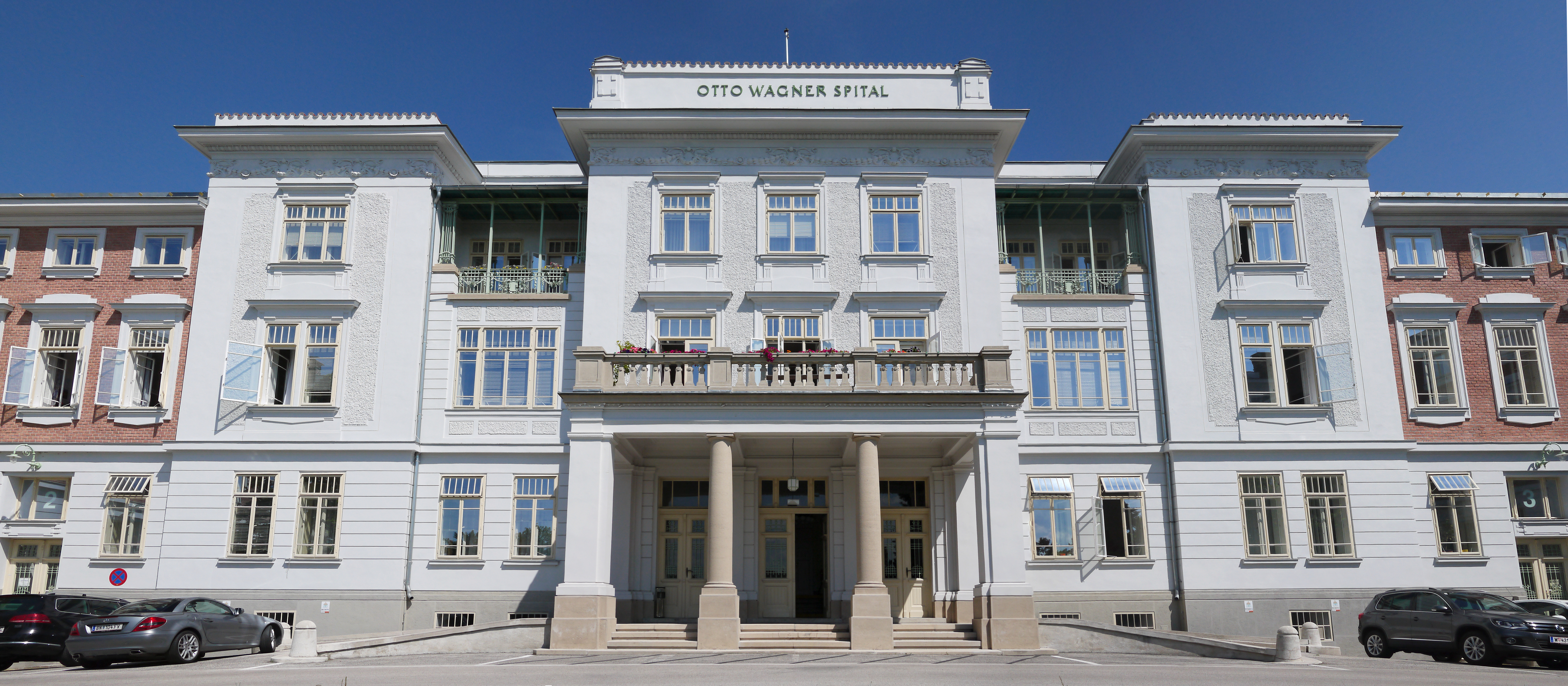
Otto-Wagner-Spital

## Werk
Etwa 1898 schwächten sich die typisch historistischen Formen in seinen Bauten ab, und er kam in seine „secessionistische“ Phase mit flächigen Ornamenten (für die er hauptsächlich bekannt ist). Mit der Zeit wurden Wagners Bauten immer nüchterner und näherten sich mehr und mehr den Formen reiner Funktionalität. Wagner wurde so praktisch zu einem der Urväter der Neuen Sachlichkeit. Herausragende Beispiele sind seine 1905 geplante, jedoch erst 1912–1913 erbaute zweite Villa in Hütteldorf und die Lupusheilstätte sowie vor allem sein letzter Wohnbau in der Neustiftgasse 40 in Neubau. Große Anerkennung fand Otto Wagner durch die Österreichische Postsparkasse in Wien. Dafür verwendete er nicht nur neueste Materialien wie Stahlbeton und Aluminium, sondern ihm gelang auch eine besondere Synthese von scheinbarer Funktionalität und Ästhetik. Zum Beispiel entsteht optisch der Eindruck, die Marmorverkleidung sei mit Nieten an der Wand befestigt. In Wirklichkeit dienen die kurzen Metallanker als Ornamente; die Marmorplatten liegen auf einem Mörtelbett. Diese Technik der Fassadengestaltung verwendete Wagner auch bei der bekannten Kirche am Steinhof, der Anstaltskirche des großen psychiatrischen Otto-Wagner-Spitals auf der Baumgartner Höhe „Am Steinhof“.
Nicht alle Projekte Otto Wagners wurden realisiert. Darunter war auch sein Lieblingsprojekt, die Verwandlung der aus dem Stadtzentrum in Richtung Schönbrunn führenden Wienzeile (der Wienfluss war gerade reguliert worden) in eine Prachtavenue, was aber Stückwerk blieb. Nur einige prunkvolle Zinshäuser im Bereich des Naschmarkts und die Wienzeilenhäuser erinnern daran. In diesem Zusammenhang sind auch Wagners zahlreiche Projekte für ein Wiener Stadtmuseum am Karlsplatz oder auf der Schmelz zu nennen. Das entsprechende Wien Museum wurde erst Jahrzehnte später auf ganz andere Weise verwirklicht. Er verfasste auch bedeutende kunsttheoretische Schriften. Wagners besonderes Interesse galt der Stadtplanung im Allgemeinen, wozu er ebenfalls theoretische Schriften (Die unbegrenzte Großstadt) schrieb. Beim Wettbewerb zum Generalregulierungsplan von Wien 1893 gewann er einen der beiden Preise. Im Jahr 1894 wurde er Hasenauers Nachfolger als Professor an der Akademie der bildenden Künste. Im gleichen Jahr erhielt Wagner den Auftrag zur architektonischen Ausgestaltung der Wiener Stadtbahn (siehe auch Stadtbahnstation Karlsplatz).
Aus Wagners Schule gingen etliche bedeutende Architekten hervor, zum innersten Kreis um Wagner werden Josef Hoffmann, Emil Hoppe, R.M. Schindler, Otto Schönthal und Marcel Kammerer gezählt. Aber auch Jan Kotěra, Joseph Maria Olbrich, Jože Plečnik, Hubert Gessner, Max Fabiani, Karl Pirich, Ernst Lichtblau und viele mehr zählen zu seinen Schülern.

## Ehrungen
Otto Wagner wurden im Laufe seines Lebens zahlreiche Ehrungen und Titel zuteil. An Ehrentiteln zu nennen sind unter anderem: kaiserlich-königlicher Hofrat, Professor an der Akademie der Bildenden Künste in Wien, Ehrenpräsident der Gesellschaft österreichischer Architekten, Ehrenpräsident des Bundes österreichischer Künstler, Ehren- und korrespondierendes Mitglied des Royal Institute of British Architects in London, Mitglied in Architektenverbindungen in St. Petersburg, Brüssel, Amsterdam, Portugal, Ungarn und Kanada, Ehrenmitglied des American Institute of Architects, Vizepräsident der „congrés artistiques internationaux“, Ehrendoktor der Technischen Hochschule Dresden.

## Arbeiten und Entwürfe

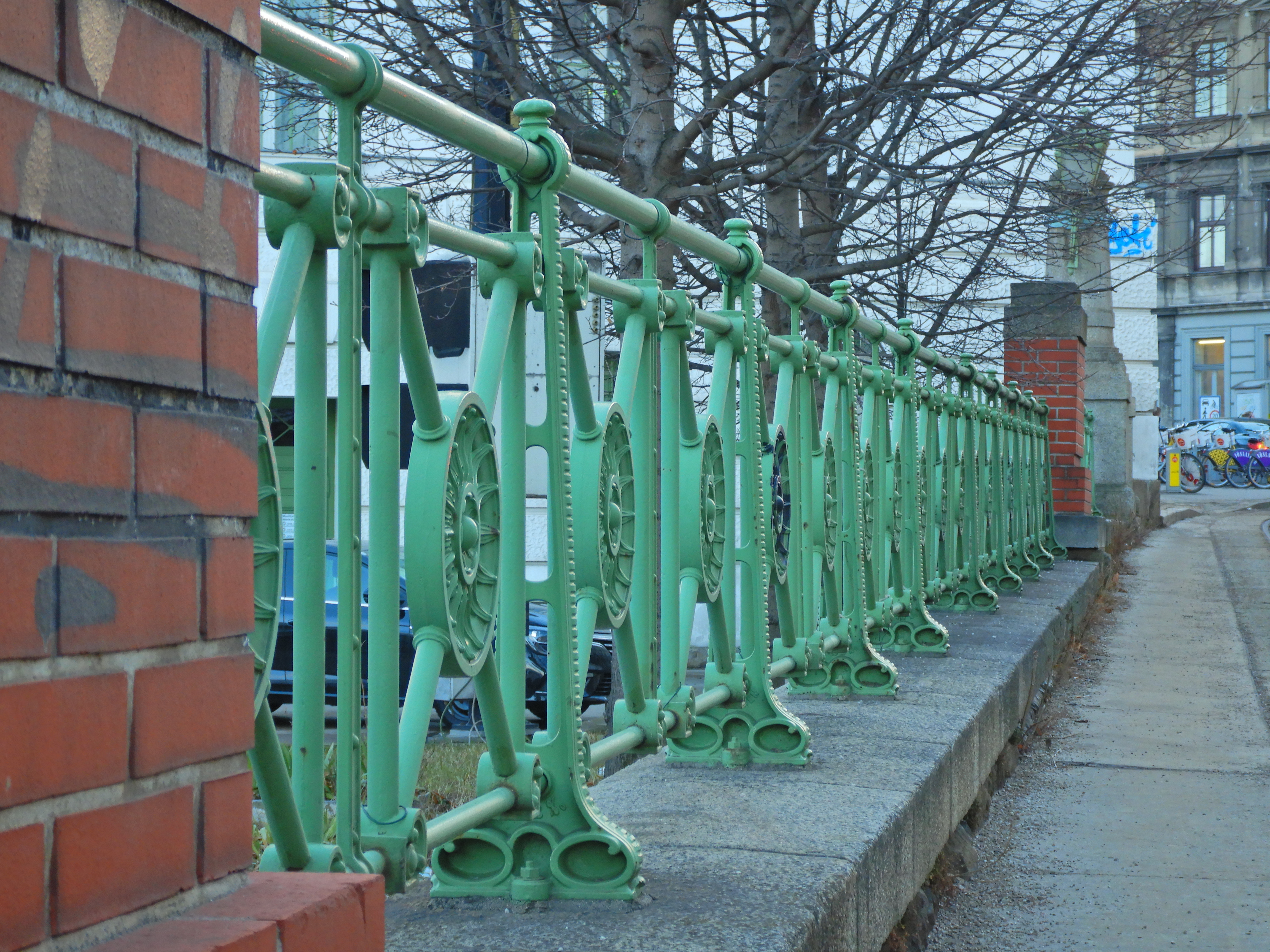
Von Otto Wagner gestaltetes Stadtbahngeländer in Michelbeuern

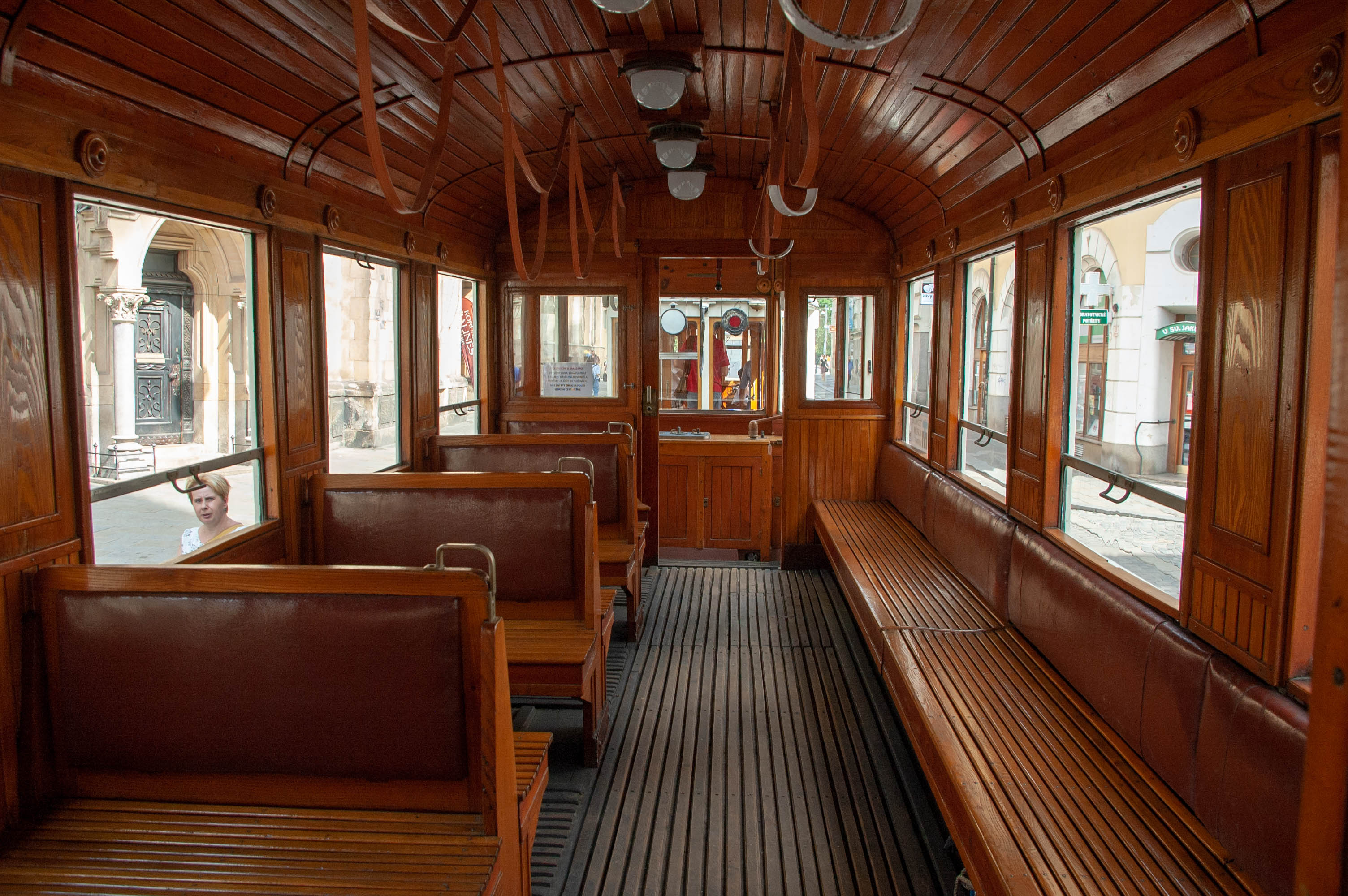
Innenraum des 1910 entworfenen Triebwagen CMg der Pressburger Bahn

- 1883: Parlamentsgebäude (Budapest)[20]
- 1894/1895 errichtete er ein heute als Ankerhaus bekanntes, sehr zentral gelegenes Wohn- und Geschäftshaus (1., Graben 10 / Spiegelgasse 2); das Dachatelier mit Blick auf den Stephansdom wurde 1971 vom Maler Friedensreich Hundertwasser gemietet.
- 1896 erstellte er eine Studie für ein (nicht ausgeführtes) Reiterdenkmal für Kaiser Franz Joseph I., der damals bereits seit 48 Jahren regierte.
- 1902: Projekt eines Dichterhains in Wien (nicht ausgeführt)[21]
- Nussdorfer Wehr
- 1894–1898: Wiener Stadtbahn samt Stadtbahngeländer
- 1910: Gestaltung eines Teils der Fahrbetriebsmittel der 1914 eröffneten Pressburger Bahn[22]
- 1911: Gestaltung der Inneneinrichtung des Hofsalonwagens der Wiener Lokalbahn
- 1907: ehemalige „Niederösterreichische Landes-Heil- und Pflegeanstalt für Nerven- und Geisteskranke Am Steinhof“ mit Kirche, dann „Sozialmedizinisches Zentrum Baumgartner Höhe – Otto-Wagner-Spital“, seit 2020 Klinik Penzing
- Wehranlage und Schleuse Kaiserbad mit Schützenhaus am Wiener Donaukanal
- Wienzeilenhäuser
- Wiener Postsparkasse
- Synagoge in Budapest
- Depeschenbüro der Zeitung „Die Zeit“ (zerstört, Rekonstruktion im Wien Museum)
- Kaufhaus M. Neumann

Der erste Band Wagners, „Einige Skizzen, Projecte und ausgeführte Bauwerke“, erschien 1889, drei weitere Bände folgten. Die 1886–1888 geplante und gebaute erste Villa in Hütteldorf erlangte in jüngerer Vergangenheit Bekanntheit durch die Ausgestaltung durch den Maler Ernst Fuchs.

## Geplante Bauwerke
Otto Wagner hatte viele Ideen und Entwürfe für Bauvorhaben, unter anderem das Kaiserforum, von denen aber aus diversen Gründen nur ein Bruchteil verwirklicht wurden. Oft waren seine Vorschläge zu ambitioniert, aufwändig oder nicht finanzierbar, oder es fehlte einfach der Wille zur Ausführung.

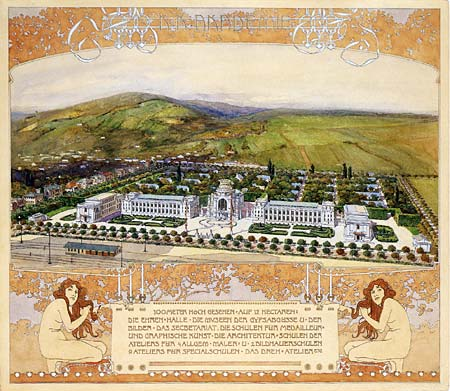
Studie für den Neubau der k.k. Akademie der bildenden Künste Wien (1898)
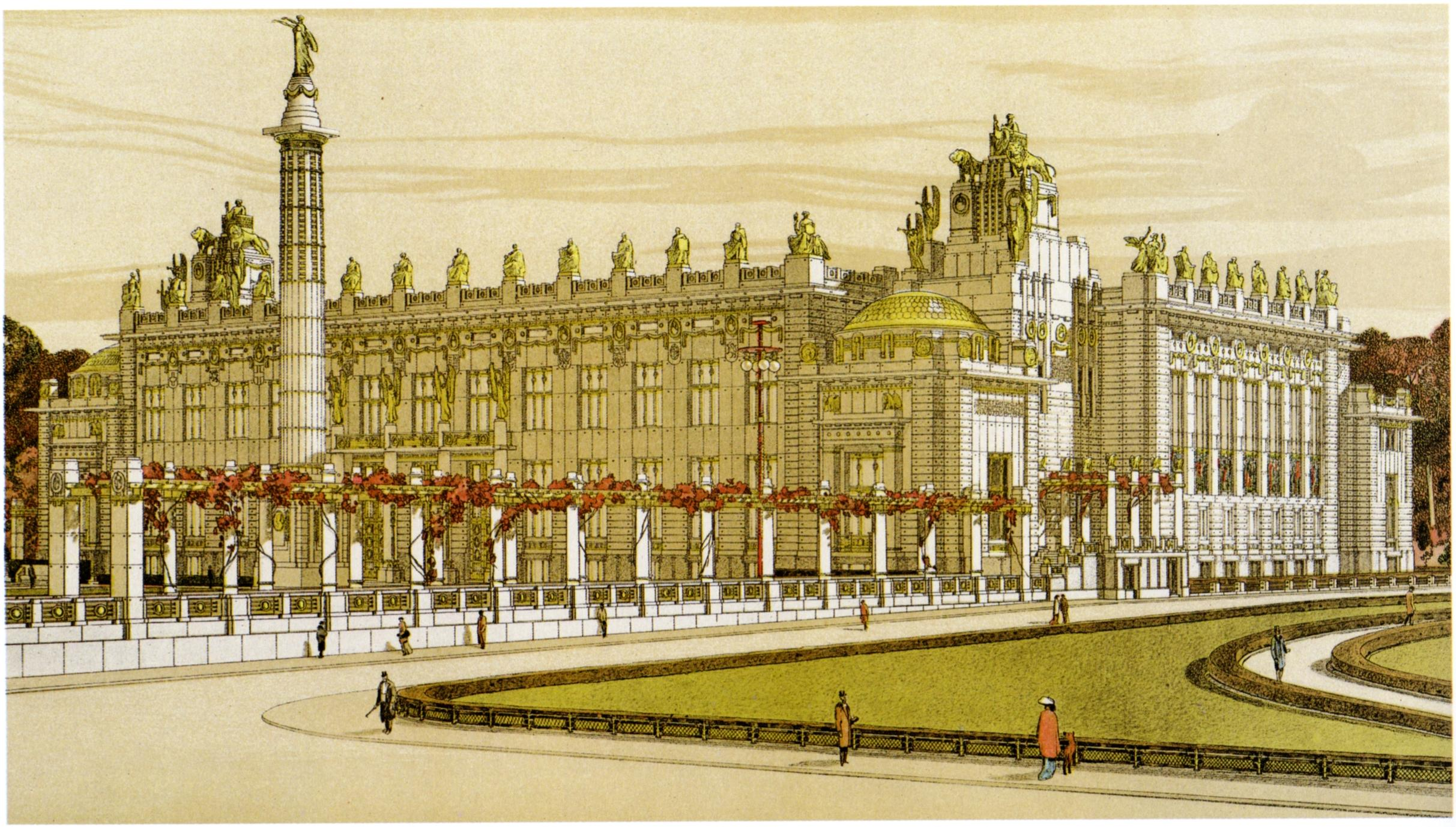
Entwurf für den Haager Friedenspalast, mit dem er den 4. Preis gewann (1905)
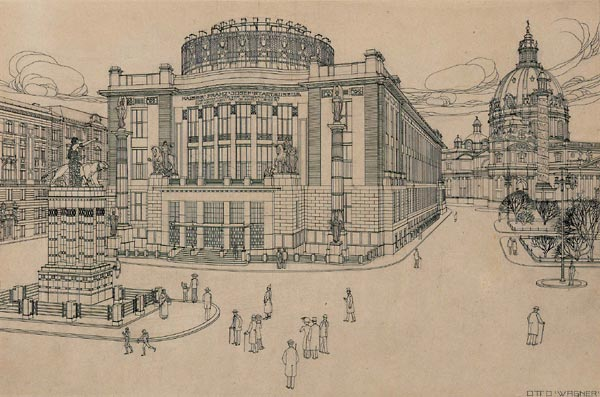
Entwurf für die Neugestaltung des Wiener Karlsplatzes und die Errichtung eines Kaiser-Franz-Josef-Stadtmuseums, heute Ort des Wien Museums Karlsplatz (1909)
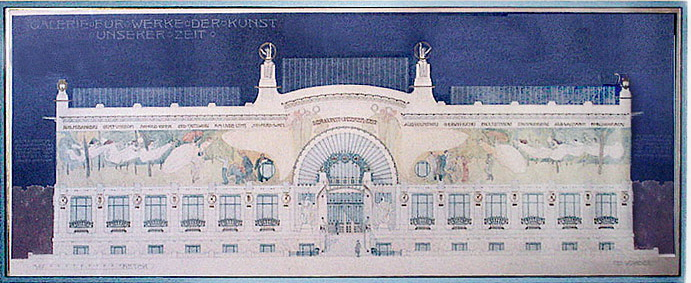
Studie für die Galerie für „Werke der Kunst unserer Zeit“

## Schriften
- Moderne Architektur – seinen Schülern ein Führer auf diesem Kunstgebiete. Verlag Schroll & Co., Wien 1902
- Die Groszstadt. Eine Studie über diese. Kunstverlag Anton Schroll, Wien 1911, Digitalisat der Wienbibliothek im Rathaus.
- Wien nach dem Kriege. In: Neue Freie Presse, Morgenblatt (Nr. 18903/1917), 7. April 1917, S. 1 ff. (online bei ANNO).
- Eigene Skizzen, Projecte und ausgeführte Bauwerke. 63 Heliogravuren. Vollständiger Nachdruck der vier Originalbände von 1899, 1897, 1905, 1922, Ernst Wasmuth Verlag, Tübingen 1987, ISBN 3-8030-0143-9. Digitalisate: Band 1, Band 2, Band 3 von der Universität Bologna.
- —, Eva Winkler (Hrsg.): Die Baukunst unserer Zeit. Dem Baukunstjünger ein Führer auf diesem Kunstgebiete. Nachdruck des Originalbands von 1914 im Kunstverlag Anton Schroll. Metroverlag, Wien 2008, ISBN 978-3-902517-77-7, Digitalisat von Wienbibliothek im Rathaus.
- Andreas Nierhaus, Alfred Pfoser (Hrsg.): Meine angebetete Louise! Das Tagebuch des Architekten Otto Wagner 1915–1918. Residenz, Salzburg 2019, ISBN 978-3-7017-4617-0.[23][24]

## Filme
- Otto Wagner – Visionär der Moderne. (Alternativtitel: Otto Wagner – Architekt der Wiener Moderne.) Dokumentarfilm, Österreich, 2017, 51:58 Min., Buch: Tanja Rogaunig, Regie: Rudolf Klingohr, Musik: Christian Kolonovits, Produktion: TV & more, ORF, arte, Reihe: kulturMontag, Erstsendung: 19. März 2018 bei ORF 2, Inhaltsangabe von ARD, youtube.com
- Otto Wagner Ausstellung im Wien Museum. sic! Dokumentarfilm, Österreich, 2018, 3:05 Min., Buch und Regie: N.N., Produktion: Popup TV und Film Produktion, Internetpublikation: 18. April 2018 von der Wiener Stadtverwaltung, online-Video, Filmtranskript: auf Mitschrift klicken.
- Otto Wagner und seine Schule. Video Österreich, 1990, 45 Min., Buch und Regie: Wolfgang Karolinsky, Musik: Peter Ponger, Wolfgang Karolinsky, Produktion: Woka Video Edition, mit Wortspenden von Helmut Zilk, Hans Hollein, Roland Rainer, Carl Auböck, Harry Glück, Boris Podrecca und Ernst Fuchs youtube.com